# Rechte Rheinstrecke
| |                                                                                      |                                                                                                  |                                                                                                  |
| Streckennummer (DB): | 2324 (Köln-Kalk Nord–Koblenz) 3507 (Koblenz–Wiesbaden)                               |                                                                                                  |                                                                                                  |
| Kursbuchstrecke (DB): | 465 (Köln–Koblenz) 466 (Koblenz–Wiesbaden)                                           |                                                                                                  |                                                                                                  |
| Kursbuchstrecke: | 250 (1946) 240 (Köln Hbf – Köln-Kalk 1946) 240d (Köln-Deutz (tief) – Köln-Kalk 1946) |                                                                                                  |                                                                                                  |
| Streckenlänge: | 179 km                                                                               |                                                                                                  |                                                                                                  |
| Spurweite: | 1435 mm (Normalspur)                                                                 |                                                                                                  |                                                                                                  |
| Streckenklasse: | D4                                                                                   |                                                                                                  |                                                                                                  |
| Stromsystem: | 15 kV 16,7 Hz ~                                                                      |                                                                                                  |                                                                                                  |
| Streckengeschwindigkeit: | 140 km/h                                                                             |                                                                                                  |                                                                                                  |
| Zweigleisigkeit: | (durchgehend)                                                                        |                                                                                                  |                                                                                                  |
| |                                                                                      |                                                                                                  |                                                                                                  |
| \| \| \| Strecken von Mainz, Aachen und Krefeld \| \| \| \| \| Köln Hbf \| \| \| \| \| Hohenzollernbrücke \| \| \| \| 0,0 \| Köln Messe/Deutz von Köln-Mülheim \| Köln Messe/Deutz von Köln-Mülheim \| \| \| \| Strecke nach Köln-Mülheim \| \| \| \| \| Köln Posthof (Abzw) \| \| \| \| \| S-Bahnstrecke nach Köln-Mülheim \| \| \| \| 1,2 \| Köln Gummersbacher Str. (Abzw) \| Köln Gummersbacher Str. (Abzw) \| \| \| \| \| \| \| \| 1,9 \| Köln Trimbornstr. Güterstrecke von der Südbrücke \| Köln Trimbornstr. Güterstrecke von der Südbrücke \| \| \| \| \| \| \| \| 2,2 \| Köln-Kalk (ehem. PV) \| Köln-Kalk (ehem. PV) \| \| \| \| Güterstrecke Gremberg–Köln-Kalk Nord \| \| \| \| 3,9 \| Köln Vingst (Abzw) \| Köln Vingst (Abzw) \| \| \| \| Köln Flughafen Nordost (Abzw) \| \| \| \| \| \| \| \| \| \| zur Strecke nach Overath, Flughafenschleife (S-Bahn) \| \| \| \| \| \| \| \| \| 4,5 \| Köln Flughafen Nordwest (Abzw) \| Köln Flughafen Nordwest (Abzw) \| \| \| \| Flughafenschleife (Fernverkehr) \| \| \| \| 6,1 \| Köln Airport Businesspark \| Köln Airport Businesspark \| \| \| \| \| \| \| \| 8,0 \| Köln Steinstr. Umgehungsstrecke von der Südbrücke \| Köln Steinstr. Umgehungsstrecke von der Südbrücke \| \| \| \| \| \| \| \| 68,7 7,8 \| Köln Steinstr. Abzw (heute Beginn SFS) \| Köln Steinstr. Abzw (heute Beginn SFS) \| \| \| \| Güterstrecke von Gremberg \| \| \| \| 70,1 \| Gremberg Süd (Abzw) \| Gremberg Süd (Abzw) \| \| \| 9,6 \| Porz (Rhein) Hp \| Porz (Rhein) Hp \| \| \| 71,3 9,6 \| Porz (Rhein) \| Porz (Rhein) \| \| \| \| Flughafenschleife (Fernverkehr) \| \| \| \| \| Flughafenschleife (S-Bahn) \| \| \| \| 73,9 12,4 \| Porz-Wahn \| Porz-Wahn \| \| \| \| Porz-Wahn Süd (Abzw) \| \| \| \| \| A 59 \| \| \| \| 78,4 16,9 \| Spich \| Spich \| \| \| \| Kleinbahn Siegburg–Zündorf \| \| \| \| \| Tunnel Troisdorf (627 m) \| \| \| \| 79,5 18,0 \| Troisdorf Vorbf \| Troisdorf Vorbf \| \| \| 18,4 \| Troisdorf Nord (Abzw) \| Troisdorf Nord (Abzw) \| \| \| 81,2 19,7 \| Troisdorf (Ausbaubeginn geplante S-Bahn) \| Troisdorf (Ausbaubeginn geplante S-Bahn) \| \| \| \| Siegstrecke nach Siegburg/Bonn \| \| \| \| \| Schnellfahrstrecke nach Siegburg/Bonn \| \| \| \| \| (urspr. Streckenführung von Siegburg) \| \| \| \| 82,8 → \| Friedrich Wilhelmshütte (geplant) \| Friedrich Wilhelmshütte (geplant) \| \| \| \| Sieg \| \| \| \| \| A 560 \| \| \| \| 85,4 \| Menden (Rheinl) (S-Bahn geplant) \| Menden (Rheinl) (S-Bahn geplant) \| \| \| \| A 59 \| \| \| \| \| Bonn-Vilich Siegburger Bahn (gepl.) \| \| \| \| 90,3 \| Bonn-Beuel (S-Bahn geplant) \| Bonn-Beuel (S-Bahn geplant) \| \| \| \| Bonn-Beuel Industriebahn \| \| \| \| \| nach Hangelar \| \| \| \| \| Siebengebirgsbahn \| \| \| \| \| Bonn-Ramersdorf West (geplant) \| \| \| \| \| Stadtbahn Bonn \| \| \| \| \| vom ehem. Trajekt Bonn–Oberkassel \| \| \| \| 93,9 \| Bonn-Oberkassel (S-Bahn geplant) \| Bonn-Oberkassel (S-Bahn geplant) \| \| \| \| (Ausbauende geplante S-Bahn) \| \| \| \| 96,6 \| Niederdollendorf \| Niederdollendorf \| \| \| \| Siebengebirgsbahn \| \| \| \| 98,6 \| Königswinter \| Königswinter \| \| \| 101,3 \| Rhöndorf \| Rhöndorf \| \| \| 103,4 \| Bad Honnef (Rhein) (Hp+Anst, ehem. Bf) \| Bad Honnef (Rhein) (Hp+Anst, ehem. Bf) \| \| \| \| Landesgrenze NRW/Rheinland-Pfalz \| \| \| \| 107,6 \| Unkel \| Unkel \| \| \| \| ehem. Zulaufstrecke durch die Erpeler Ley \| \| \| \| 110,3 \| Erpel (Rhein) \| Erpel (Rhein) \| \| \| 110,5 \| ehem. Ludendorff-Brücke zur Ahrtalbahn \| ehem. Ludendorff-Brücke zur Ahrtalbahn \| \| \| \| Kasbachtalbahn von Kalenborn \| \| \| \| 113,3 \| Linz (Rhein) \| Linz (Rhein) \| \| \| 115,8 \| Leubsdorf (Rhein) \| Leubsdorf (Rhein) \| \| \| 120,0 \| Bad Hönningen \| Bad Hönningen \| \| \| 123,2 \| Rheinbrohl \| Rheinbrohl \| \| \| 129,5 \| Leutesdorf (Rhein) \| Leutesdorf (Rhein) \| \| \| 132,2 \| Fahr-Irlich \| Fahr-Irlich \| \| \| \| \| \| \| \| 135,6 \| Anschlussstrecke von Rasselstein, ehem. Strecke von Augustenthal \| Anschlussstrecke von Rasselstein, ehem. Strecke von Augustenthal \| \| \| \| \| \| \| \| 135,8 \| Neuwied \| Neuwied \| \| \| \| Koblenz über Urmitzer Eisenbahnbrücke \| \| \| \| 141,2 \| Engers \| Engers \| \| \| \| ehem. Brexbachtalbahn nach Siershahn \| \| \| \| \| Bendorf (geplant) \| \| \| \| 143,8 \| Bendorf (Rhein) \| Bendorf (Rhein) \| \| \| 146,7 \| Vallendar \| Vallendar \| \| \| 151,2 \| Koblenz-Ehrenbreitstein \| Koblenz-Ehrenbreitstein \| \| \| \| \| \| \| \| \| Pfaffendorfer Brücke (heute Straße), ehem. zur linken Rheinstrecke \| \| \| \| \| \| \| \| \| 153,00,0 \| Koblenz-Pfaffendorf (Abzw, ehem. Bf)[1] \| Koblenz-Pfaffendorf (Abzw, ehem. Bf)[1] \| \| \| \| \| \| \| \| 0,4825 \| Horchheimer Tunnel (576 m) \| Horchheimer Tunnel (576 m) \| \| \| 1,065 \| \| \| \| \| 154,4+203,62154,6+000,00 \| Überlänge 3,62 m \| Überlänge 3,62 m \| \| \| \| \| \| \| \| 1,4101,200 \| Koblenz Horchheimer Brücke Horchheimer Eisenbahnbrücke, zur linken Rheinstrecke und Moselstrecke \| Koblenz Horchheimer Brücke Horchheimer Eisenbahnbrücke, zur linken Rheinstrecke und Moselstrecke \| \| \| \| \| \| \| \| 154,678125,700 \| (Streckenwechsel 2324 ↔ 3507) \| (Streckenwechsel 2324 ↔ 3507) \| \| \| \| Koblenz-Horchheim (geplant) \| \| \| \| 123,8 \| Niederlahnstein \| Niederlahnstein \| \| \| \| Lahntalbahn nach Wetzlar (seit 1879) \| \| \| \| \| Lahn, ehem. Grenze Preußen / Nassau \| \| \| \| \| ehem. Lahntalbahn von Wetzlar \| \| \| \| 122,0 \| Oberlahnstein \| Oberlahnstein \| \| \| 117,9 \| Braubach \| Braubach \| \| \| 117,0 \| ehem. Nassauische Kleinbahn (1901–1977) \| ehem. Nassauische Kleinbahn (1901–1977) \| \| \| 112,0 \| Osterspai \| Osterspai \| \| \| 109,1 \| Filsen \| Filsen \| \| \| 106,1 \| Kamp-Bornhofen \| Kamp-Bornhofen \| \| \| 100,8 \| Kestert [2] \| Kestert [2] \| \| \| 94,2 \| St. Goarshausen \| St. Goarshausen \| \| \| \| ehem. Nassauische Kleinbahn (1903–1957) \| \| \| \| \| Loreley-Tunnel (368/417 m) \| \| \| \| 89,0 \| Loreley \| Loreley \| \| \| 88,7+05,3388,6+88,66 \| Fehllänge 16,67 m \| Fehllänge 16,67 m \| \| \| \| Roßsteintunnel (378/457 m) \| \| \| \| 83,6 \| Kaub \| Kaub \| \| \| \| Landesgrenze Rheinland-Pfalz/Hessen \| \| \| \| 80,0 \| Lorchhausen \| Lorchhausen \| \| \| \| ehem. Waldbahn Wispertal (Schmalspur) \| \| \| \| 77,2 \| Lorch (Rhein) \| Lorch (Rhein) \| \| \| 75,1 \| Üst Lorch \| Üst Lorch \| \| \| 69,5 \| Assmannshausen \| Assmannshausen \| \| \| 65,3 \| Rüdesheim (Rhein) \| Rüdesheim (Rhein) \| \| \| \| Bk Floß \| \| \| \| \| ehem. Hindenburgbrücke zur Nahetalbahn \| \| \| \| \| Ühst Kellergrube \| \| \| \| 61,3 \| Geisenheim \| Geisenheim \| \| \| 57,0 \| Oestrich-Winkel \| Oestrich-Winkel \| \| \| 53,9 \| Hattenheim \| Hattenheim \| \| \| 50,8 \| Erbach (Rheingau) \| Erbach (Rheingau) \| \| \| 48,8 \| Eltville \| Eltville \| \| \| 45,8 \| Niederwalluf \| Niederwalluf \| \| \| 42,6 \| Wiesbaden-Schierstein \| Wiesbaden-Schierstein \| \| \| 39,5 \| Wiesbaden-Biebrich \| Wiesbaden-Biebrich \| \| \| \| nach Wiesbaden Hbf \| \| \| \| \| von Wiesbaden West \| \| \| \| \| von Wiesbaden Hbf \| \| \| \| 36,3 \| Wiesbaden Ost \| Wiesbaden Ost \| \| \| \| nach Mainz Hbf \| \| \| \| \| nach Frankfurt \| \| \| \| \| \| \| \| Quellen: [3][4] \| \| \| \| |                                                                                      |                                                                                                  |                                                                                                  |
| Abzweig geradeaus, von links und von rechts · Abzweig geradeaus und von links |                                                                                      | Strecken von Mainz, Aachen und Krefeld                                                           | Strecken von Mainz, Aachen und Krefeld                                                           |
| Bahnhof · S-Bahnhof |                                                                                      | Köln Hbf                                                                                         | Köln Hbf                                                                                         |
| Brücke über Wasserlauf · Brücke über Wasserlauf |                                                                                      | Hohenzollernbrücke                                                                               | Hohenzollernbrücke                                                                               |
| Strecke von links · Turmbahnhof geradeaus oben · S-Bahn-Turmhaltepunkt geradeaus oben | 0,0                                                                                  | Köln Messe/Deutz von Köln-Mülheim                                                                | Köln Messe/Deutz von Köln-Mülheim                                                                |
| Strecke · Abzweig geradeaus und nach links · Kreuzung geradeaus oben |                                                                                      | Strecke nach Köln-Mülheim                                                                        | Strecke nach Köln-Mülheim                                                                        |
| Strecke · Strecke · Blockstelle |                                                                                      | Köln Posthof (Abzw)                                                                              | Köln Posthof (Abzw)                                                                              |
| Strecke · Strecke · Abzweig geradeaus und nach links |                                                                                      | S-Bahnstrecke nach Köln-Mülheim                                                                  | S-Bahnstrecke nach Köln-Mülheim                                                                  |
| Abzweig ehemals geradeaus und nach links · Abzweig geradeaus und von rechts · Strecke | 1,2                                                                                  | Köln Gummersbacher Str. (Abzw)                                                                   | Köln Gummersbacher Str. (Abzw)                                                                   |
| |                                                                                      |                                                                                                  |                                                                                                  |
| Abzweig ehemals geradeaus und von rechts · Strecke | 1,9                                                                                  | Köln Trimbornstr. Güterstrecke von der Südbrücke                                                 | Köln Trimbornstr. Güterstrecke von der Südbrücke                                                 |
| |                                                                                      |                                                                                                  |                                                                                                  |
| Dienststation / Betriebs- oder Güterbahnhof · Dienststation / Betriebs- oder Güterbahnhof · Dienststation / Betriebs- oder Güterbahnhof | 2,2                                                                                  | Köln-Kalk (ehem. PV)                                                                             | Köln-Kalk (ehem. PV)                                                                             |
| Kreuzung geradeaus oben und links (Strecke geradeaus außer Betrieb) · Kreuzung geradeaus oben · Kreuzung geradeaus oben |                                                                                      | Güterstrecke Gremberg–Köln-Kalk Nord                                                             | Güterstrecke Gremberg–Köln-Kalk Nord                                                             |
| Strecke (außer Betrieb) · Abzweig geradeaus und von links · Abzweig geradeaus und nach rechts | 3,9                                                                                  | Köln Vingst (Abzw)                                                                               | Köln Vingst (Abzw)                                                                               |
| Strecke (außer Betrieb) · Strecke · Blockstelle |                                                                                      | Köln Flughafen Nordost (Abzw)                                                                    | Köln Flughafen Nordost (Abzw)                                                                    |
| |                                                                                      |                                                                                                  |                                                                                                  |
| Strecke (außer Betrieb) · Strecke · Abzweig geradeaus und nach links |                                                                                      | zur Strecke nach Overath, Flughafenschleife (S-Bahn)                                             | zur Strecke nach Overath, Flughafenschleife (S-Bahn)                                             |
| |                                                                                      |                                                                                                  |                                                                                                  |
| Strecke (außer Betrieb) · Blockstelle · Strecke | 4,5                                                                                  | Köln Flughafen Nordwest (Abzw)                                                                   | Köln Flughafen Nordwest (Abzw)                                                                   |
| Strecke (außer Betrieb) · Abzweig geradeaus und nach links · Kreuzung geradeaus unten |                                                                                      | Flughafenschleife (Fernverkehr)                                                                  | Flughafenschleife (Fernverkehr)                                                                  |
| Strecke (außer Betrieb) · Strecke · S-Bahn-Halt | 6,1                                                                                  | Köln Airport Businesspark                                                                        | Köln Airport Businesspark                                                                        |
| |                                                                                      |                                                                                                  |                                                                                                  |
| Abzweig ehemals geradeaus und von rechts · Strecke · S-Bahn-Halt | 8,0                                                                                  | Köln Steinstr. Umgehungsstrecke von der Südbrücke                                                | Köln Steinstr. Umgehungsstrecke von der Südbrücke                                                |
| |                                                                                      |                                                                                                  |                                                                                                  |
| Abzweig geradeaus und nach links · Abzweig geradeaus, nach links und von rechts · Abzweig geradeaus und von rechts | 68,7 7,8                                                                             | Köln Steinstr. Abzw (heute Beginn SFS)                                                           | Köln Steinstr. Abzw (heute Beginn SFS)                                                           |
| Abzweig geradeaus und von rechts · Strecke · Strecke |                                                                                      | Güterstrecke von Gremberg                                                                        | Güterstrecke von Gremberg                                                                        |
| Blockstelle · Strecke · Strecke | 70,1                                                                                 | Gremberg Süd (Abzw)                                                                              | Gremberg Süd (Abzw)                                                                              |
| Strecke · Strecke | 9,6                                                                                  | Porz (Rhein) Hp                                                                                  | Porz (Rhein) Hp                                                                                  |
| Dienststation / Betriebs- oder Güterbahnhof · Strecke · ehemaliger Bahnhof | 71,3 9,6                                                                             | Porz (Rhein)                                                                                     | Porz (Rhein)                                                                                     |
| Strecke · Abzweig geradeaus und von links · Kreuzung geradeaus unten |                                                                                      | Flughafenschleife (Fernverkehr)                                                                  | Flughafenschleife (Fernverkehr)                                                                  |
| Strecke · Strecke · Abzweig geradeaus und von links |                                                                                      | Flughafenschleife (S-Bahn)                                                                       | Flughafenschleife (S-Bahn)                                                                       |
| ehemaliger Dienststation / Betriebs- oder Güterbahnhof · Strecke · S-Bahnhof | 73,9 12,4                                                                            | Porz-Wahn                                                                                        | Porz-Wahn                                                                                        |
| Strecke · Blockstelle · Strecke |                                                                                      | Porz-Wahn Süd (Abzw)                                                                             | Porz-Wahn Süd (Abzw)                                                                             |
| Strecke mit Straßenbrücke · Strecke mit Straßenbrücke · Strecke mit Straßenbrücke |                                                                                      | A 59                                                                                             | A 59                                                                                             |
| ehemalige Blockstelle · Strecke · S-Bahn-Halt | 78,4 16,9                                                                            | Spich                                                                                            | Spich                                                                                            |
| Kreuzung geradeaus oben (Querstrecke außer Betrieb) · Kreuzung geradeaus oben (Querstrecke außer Betrieb) · Kreuzung geradeaus oben (Querstrecke außer Betrieb) |                                                                                      | Kleinbahn Siegburg–Zündorf                                                                       | Kleinbahn Siegburg–Zündorf                                                                       |
| Strecke · Strecke (im Tunnel) · Strecke |                                                                                      | Tunnel Troisdorf (627 m)                                                                         | Tunnel Troisdorf (627 m)                                                                         |
| Abzweig geradeaus und nach links · Kreuzung mit oberirdischer Strecke (im Tunnel) · Abzweig geradeaus und von rechts | 79,5 18,0                                                                            | Troisdorf Vorbf                                                                                  | Troisdorf Vorbf                                                                                  |
| Abzweig geradeaus und von links · Kreuzung mit oberirdischer Strecke (im Tunnel) · Abzweig geradeaus und nach rechts | 18,4                                                                                 | Troisdorf Nord (Abzw)                                                                            | Troisdorf Nord (Abzw)                                                                            |
| Bahnhof mit S-Bahn-Halt · Strecke geradeaus (im Tunnel) · Bahnhof mit S-Bahn-Halt | 81,2 19,7                                                                            | Troisdorf (Ausbaubeginn geplante S-Bahn)                                                         | Troisdorf (Ausbaubeginn geplante S-Bahn)                                                         |
| Strecke · Strecke · Abzweig nach links und ehemals von links |                                                                                      | Siegstrecke nach Siegburg/Bonn                                                                   | Siegstrecke nach Siegburg/Bonn                                                                   |
| Abzweig geradeaus und ehemals nach links · Strecke nach links und ehemals von rechts · Kreuzung (Strecke geradeaus außer Betrieb) |                                                                                      | Schnellfahrstrecke nach Siegburg/Bonn                                                            | Schnellfahrstrecke nach Siegburg/Bonn                                                            |
| Abzweig geradeaus und ehemals von links · Kreuzung (Strecken außer Betrieb) · Strecke nach rechts (außer Betrieb) |                                                                                      | (urspr. Streckenführung von Siegburg)                                                            | (urspr. Streckenführung von Siegburg)                                                            |
| Bahnhof · S-Bahnhof (Strecke außer Betrieb) | 82,8 →                                                                               | Friedrich Wilhelmshütte (geplant)                                                                | Friedrich Wilhelmshütte (geplant)                                                                |
| Brücke über Wasserlauf · Brücke über Wasserlauf (Strecke außer Betrieb) |                                                                                      | Sieg                                                                                             | Sieg                                                                                             |
| Strecke mit Straßenbrücke · Strecke mit Straßenbrücke (Strecke außer Betrieb) |                                                                                      | A 560                                                                                            | A 560                                                                                            |
| Bahnhof · S-Bahnhof (Strecke außer Betrieb) | 85,4                                                                                 | Menden (Rheinl) (S-Bahn geplant)                                                                 | Menden (Rheinl) (S-Bahn geplant)                                                                 |
| Strecke mit Straßenbrücke · Strecke mit Straßenbrücke (Strecke außer Betrieb) |                                                                                      | A 59                                                                                             | A 59                                                                                             |
| Kreuzung mit U-Bahn geradeaus unten · Turmhaltepunkt mit U-Bahn-Strecke quer geradeaus unten (Strecke geradeaus außer Betrieb) |                                                                                      | Bonn-Vilich Siegburger Bahn (gepl.)                                                              | Bonn-Vilich Siegburger Bahn (gepl.)                                                              |
| Bahnhof · S-Bahnhof (Strecke außer Betrieb) | 90,3                                                                                 | Bonn-Beuel (S-Bahn geplant)                                                                      | Bonn-Beuel (S-Bahn geplant)                                                                      |
| Strecke · Strecke (außer Betrieb) · Betriebs-/Güterbahnhof Streckenanfang |                                                                                      | Bonn-Beuel Industriebahn                                                                         | Bonn-Beuel Industriebahn                                                                         |
| Abzweig geradeaus und von links · Kreuzung (Strecke geradeaus außer Betrieb) · Abzweig nach links und nach rechts |                                                                                      | nach Hangelar                                                                                    | nach Hangelar                                                                                    |
| Kreuzung mit U-Bahn geradeaus oben · Kreuzung mit U-Bahn geradeaus oben (Strecke geradeaus außer Betrieb) |                                                                                      | Siebengebirgsbahn                                                                                | Siebengebirgsbahn                                                                                |
| Strecke · S-Bahn-Halt (Strecke außer Betrieb) |                                                                                      | Bonn-Ramersdorf West (geplant)                                                                   | Bonn-Ramersdorf West (geplant)                                                                   |
| Kreuzung mit U-Bahn geradeaus unten · Kreuzung mit U-Bahn geradeaus unten (Strecke geradeaus außer Betrieb) |                                                                                      | Stadtbahn Bonn                                                                                   | Stadtbahn Bonn                                                                                   |
| Abzweig geradeaus und ehemals von rechts · Strecke (außer Betrieb) |                                                                                      | vom ehem. Trajekt Bonn–Oberkassel                                                                | vom ehem. Trajekt Bonn–Oberkassel                                                                |
| Bahnhof · S-Bahnhof (Strecke außer Betrieb) | 93,9                                                                                 | Bonn-Oberkassel (S-Bahn geplant)                                                                 | Bonn-Oberkassel (S-Bahn geplant)                                                                 |
| Strecke nach links · Abzweig ehemals geradeaus und von rechts |                                                                                      | (Ausbauende geplante S-Bahn)                                                                     | (Ausbauende geplante S-Bahn)                                                                     |
| Bahnhof | 96,6                                                                                 | Niederdollendorf                                                                                 | Niederdollendorf                                                                                 |
| Kreuzung mit U-Bahn geradeaus oben |                                                                                      | Siebengebirgsbahn                                                                                | Siebengebirgsbahn                                                                                |
| Bahnhof | 98,6                                                                                 | Königswinter                                                                                     | Königswinter                                                                                     |
| Bahnhof | 101,3                                                                                | Rhöndorf                                                                                         | Rhöndorf                                                                                         |
| Haltepunkt / Haltestelle, ehemals Bahnhof | 103,4                                                                                | Bad Honnef (Rhein) (Hp+Anst, ehem. Bf)                                                           | Bad Honnef (Rhein) (Hp+Anst, ehem. Bf)                                                           |
| Grenze |                                                                                      | Landesgrenze NRW/Rheinland-Pfalz                                                                 | Landesgrenze NRW/Rheinland-Pfalz                                                                 |
| Bahnhof | 107,6                                                                                | Unkel                                                                                            | Unkel                                                                                            |
| Abzweig geradeaus und ehemals nach links · Strecke von rechts (außer Betrieb) |                                                                                      | ehem. Zulaufstrecke durch die Erpeler Ley                                                        | ehem. Zulaufstrecke durch die Erpeler Ley                                                        |
| Haltepunkt / Haltestelle · Tunnel (Strecke außer Betrieb) | 110,3                                                                                | Erpel (Rhein)                                                                                    | Erpel (Rhein)                                                                                    |
| Strecke unter Wasserlauf Anfang Hochstrecke, Ende Hochstrecke und quer (Strecke außer Betrieb) · Kreuzung geradeaus unten (Querstrecke außer Betrieb) · Strecke nach rechts (außer Betrieb) | 110,5                                                                                | ehem. Ludendorff-Brücke zur Ahrtalbahn                                                           | ehem. Ludendorff-Brücke zur Ahrtalbahn                                                           |
| Abzweig geradeaus und von links |                                                                                      | Kasbachtalbahn von Kalenborn                                                                     | Kasbachtalbahn von Kalenborn                                                                     |
| Bahnhof | 113,3                                                                                | Linz (Rhein)                                                                                     | Linz (Rhein)                                                                                     |
| Haltepunkt / Haltestelle | 115,8                                                                                | Leubsdorf (Rhein)                                                                                | Leubsdorf (Rhein)                                                                                |
| Bahnhof | 120,0                                                                                | Bad Hönningen                                                                                    | Bad Hönningen                                                                                    |
| Bahnhof | 123,2                                                                                | Rheinbrohl                                                                                       | Rheinbrohl                                                                                       |
| Bahnhof | 129,5                                                                                | Leutesdorf (Rhein)                                                                               | Leutesdorf (Rhein)                                                                               |
| ehemaliger Bahnhof | 132,2                                                                                | Fahr-Irlich                                                                                      | Fahr-Irlich                                                                                      |
| |                                                                                      |                                                                                                  |                                                                                                  |
| Abzweig geradeaus und von links | 135,6                                                                                | Anschlussstrecke von Rasselstein, ehem. Strecke von Augustenthal                                 | Anschlussstrecke von Rasselstein, ehem. Strecke von Augustenthal                                 |
| |                                                                                      |                                                                                                  |                                                                                                  |
| Bahnhof | 135,8                                                                                | Neuwied                                                                                          | Neuwied                                                                                          |
| Strecke unter Wasserlauf Anfang Hochstrecke, Ende Hochstrecke und quer · Abzweig geradeaus, nach rechts und ehemals von rechts |                                                                                      | Koblenz über Urmitzer Eisenbahnbrücke                                                            | Koblenz über Urmitzer Eisenbahnbrücke                                                            |
| Bahnhof | 141,2                                                                                | Engers                                                                                           | Engers                                                                                           |
| Abzweig geradeaus und ehemals nach links |                                                                                      | ehem. Brexbachtalbahn nach Siershahn                                                             | ehem. Brexbachtalbahn nach Siershahn                                                             |
| ehemaliger Haltepunkt / Haltestelle |                                                                                      | Bendorf (geplant)                                                                                | Bendorf (geplant)                                                                                |
| Dienststation / Betriebs- oder Güterbahnhof | 143,8                                                                                | Bendorf (Rhein)                                                                                  | Bendorf (Rhein)                                                                                  |
| Bahnhof | 146,7                                                                                | Vallendar                                                                                        | Vallendar                                                                                        |
| Bahnhof | 151,2                                                                                | Koblenz-Ehrenbreitstein                                                                          | Koblenz-Ehrenbreitstein                                                                          |
| |                                                                                      |                                                                                                  |                                                                                                  |
| Strecke unter Wasserlauf Anfang Hochstrecke, Ende Hochstrecke und quer (Strecke außer Betrieb) · Abzweig geradeaus, ehemals nach rechts und ehemals von rechts |                                                                                      | Pfaffendorfer Brücke (heute Straße), ehem. zur linken Rheinstrecke                               | Pfaffendorfer Brücke (heute Straße), ehem. zur linken Rheinstrecke                               |
| |                                                                                      |                                                                                                  |                                                                                                  |
| Blockstelle | 153,00,0                                                                             | Koblenz-Pfaffendorf (Abzw, ehem. Bf)                                                             | Koblenz-Pfaffendorf (Abzw, ehem. Bf)                                                             |
| Abzweig geradeaus und nach links · Strecke von rechts |                                                                                      |                                                                                                  |                                                                                                  |
| Strecke · Tunnelanfang | 0,4825                                                                               | Horchheimer Tunnel (576 m)                                                                       | Horchheimer Tunnel (576 m)                                                                       |
| Strecke · Tunnelende | 1,065                                                                                |                                                                                                  |                                                                                                  |
| Kilometer-Wechsel · Strecke | 154,4+203,62154,6+000,00                                                             | Überlänge 3,62 m                                                                                 | Überlänge 3,62 m                                                                                 |
| |                                                                                      |                                                                                                  |                                                                                                  |
| Strecke unter Wasserlauf Anfang Hochstrecke, Ende Hochstrecke und quer · Kreuzung geradeaus unten · Abzweig nach rechts und von rechts | 1,4101,200                                                                           | Koblenz Horchheimer Brücke Horchheimer Eisenbahnbrücke, zur linken Rheinstrecke und Moselstrecke | Koblenz Horchheimer Brücke Horchheimer Eisenbahnbrücke, zur linken Rheinstrecke und Moselstrecke |
| |                                                                                      |                                                                                                  |                                                                                                  |
| Kilometer-Wechsel · Strecke | 154,678125,700                                                                       | (Streckenwechsel 2324 ↔ 3507)                                                                    | (Streckenwechsel 2324 ↔ 3507)                                                                    |
| Strecke · ehemaliger Haltepunkt / Haltestelle |                                                                                      | Koblenz-Horchheim (geplant)                                                                      | Koblenz-Horchheim (geplant)                                                                      |
| Bahnhof · Bahnhof | 123,8                                                                                | Niederlahnstein                                                                                  | Niederlahnstein                                                                                  |
| Abzweig geradeaus und von links · Abzweig nach links und nach rechts |                                                                                      | Lahntalbahn nach Wetzlar (seit 1879)                                                             | Lahntalbahn nach Wetzlar (seit 1879)                                                             |
| Grenze auf Brücke über Wasserlauf |                                                                                      | Lahn, ehem. Grenze Preußen / Nassau                                                              | Lahn, ehem. Grenze Preußen / Nassau                                                              |
| Abzweig geradeaus und ehemals von links |                                                                                      | ehem. Lahntalbahn von Wetzlar                                                                    | ehem. Lahntalbahn von Wetzlar                                                                    |
| Kopfbahnhof Streckenanfang (Strecke außer Betrieb) · Bahnhof | 122,0                                                                                | Oberlahnstein                                                                                    | Oberlahnstein                                                                                    |
| Strecke (außer Betrieb) · Haltepunkt / Haltestelle | 117,9                                                                                | Braubach                                                                                         | Braubach                                                                                         |
| Strecke nach links (außer Betrieb) · Kreuzung geradeaus oben (Querstrecke außer Betrieb) | 117,0                                                                                | ehem. Nassauische Kleinbahn (1901–1977)                                                          | ehem. Nassauische Kleinbahn (1901–1977)                                                          |
| Haltepunkt / Haltestelle | 112,0                                                                                | Osterspai                                                                                        | Osterspai                                                                                        |
| Haltepunkt / Haltestelle | 109,1                                                                                | Filsen                                                                                           | Filsen                                                                                           |
| Bahnhof | 106,1                                                                                | Kamp-Bornhofen                                                                                   | Kamp-Bornhofen                                                                                   |
| Haltepunkt / Haltestelle | 100,8                                                                                | Kestert                                                                                          | Kestert                                                                                          |
| Kopfbahnhof Streckenanfang (Strecke außer Betrieb) · Haltepunkt / Haltestelle | 94,2                                                                                 | St. Goarshausen                                                                                  | St. Goarshausen                                                                                  |
| Strecke nach links (außer Betrieb) · Kreuzung geradeaus oben (Querstrecke außer Betrieb) |                                                                                      | ehem. Nassauische Kleinbahn (1903–1957)                                                          | ehem. Nassauische Kleinbahn (1903–1957)                                                          |
| Tunnel |                                                                                      | Loreley-Tunnel (368/417 m)                                                                       | Loreley-Tunnel (368/417 m)                                                                       |
| Dienststation / Betriebs- oder Güterbahnhof | 89,0                                                                                 | Loreley                                                                                          | Loreley                                                                                          |
| Kilometer-Wechsel | 88,7+05,3388,6+88,66                                                                 | Fehllänge 16,67 m                                                                                | Fehllänge 16,67 m                                                                                |
| Tunnel |                                                                                      | Roßsteintunnel (378/457 m)                                                                       | Roßsteintunnel (378/457 m)                                                                       |
| Bahnhof | 83,6                                                                                 | Kaub                                                                                             | Kaub                                                                                             |
| Grenze |                                                                                      | Landesgrenze Rheinland-Pfalz/Hessen                                                              | Landesgrenze Rheinland-Pfalz/Hessen                                                              |
| Haltepunkt / Haltestelle | 80,0                                                                                 | Lorchhausen                                                                                      | Lorchhausen                                                                                      |
| Strecke · Strecke von links (außer Betrieb) |                                                                                      | ehem. Waldbahn Wispertal (Schmalspur)                                                            | ehem. Waldbahn Wispertal (Schmalspur)                                                            |
| Haltepunkt / Haltestelle · Kopfbahnhof Streckenende (Strecke außer Betrieb) | 77,2                                                                                 | Lorch (Rhein)                                                                                    | Lorch (Rhein)                                                                                    |
| Überleitstelle / Spurwechsel | 75,1                                                                                 | Üst Lorch                                                                                        | Üst Lorch                                                                                        |
| Bahnhof | 69,5                                                                                 | Assmannshausen                                                                                   | Assmannshausen                                                                                   |
| Bahnhof | 65,3                                                                                 | Rüdesheim (Rhein)                                                                                | Rüdesheim (Rhein)                                                                                |
| ehemalige Blockstelle |                                                                                      | Bk Floß                                                                                          | Bk Floß                                                                                          |
| Strecke unter Wasserlauf Anfang Hochstrecke, Ende Hochstrecke und quer (Strecke außer Betrieb) · Abzweig geradeaus, ehemals nach rechts und ehemals von rechts |                                                                                      | ehem. Hindenburgbrücke zur Nahetalbahn                                                           | ehem. Hindenburgbrücke zur Nahetalbahn                                                           |
| ehemalige Blockstelle |                                                                                      | Ühst Kellergrube                                                                                 | Ühst Kellergrube                                                                                 |
| Bahnhof | 61,3                                                                                 | Geisenheim                                                                                       | Geisenheim                                                                                       |
| Bahnhof | 57,0                                                                                 | Oestrich-Winkel                                                                                  | Oestrich-Winkel                                                                                  |
| Bahnhof | 53,9                                                                                 | Hattenheim                                                                                       | Hattenheim                                                                                       |
| Haltepunkt / Haltestelle | 50,8                                                                                 | Erbach (Rheingau)                                                                                | Erbach (Rheingau)                                                                                |
| Bahnhof | 48,8                                                                                 | Eltville                                                                                         | Eltville                                                                                         |
| Haltepunkt / Haltestelle | 45,8                                                                                 | Niederwalluf                                                                                     | Niederwalluf                                                                                     |
| Haltepunkt / Haltestelle | 42,6                                                                                 | Wiesbaden-Schierstein                                                                            | Wiesbaden-Schierstein                                                                            |
| Bahnhof | 39,5                                                                                 | Wiesbaden-Biebrich                                                                               | Wiesbaden-Biebrich                                                                               |
| Abzweig geradeaus und nach links |                                                                                      | nach Wiesbaden Hbf                                                                               | nach Wiesbaden Hbf                                                                               |
| Abzweig geradeaus und von links |                                                                                      | von Wiesbaden West                                                                               | von Wiesbaden West                                                                               |
| Abzweig geradeaus und von links |                                                                                      | von Wiesbaden Hbf                                                                                | von Wiesbaden Hbf                                                                                |
| Bahnhof | 36,3                                                                                 | Wiesbaden Ost                                                                                    | Wiesbaden Ost                                                                                    |
| Abzweig geradeaus und nach rechts |                                                                                      | nach Mainz Hbf                                                                                   | nach Mainz Hbf                                                                                   |
| |                                                                                      | nach Frankfurt                                                                                   |                                                                                                  |
| |                                                                                      |                                                                                                  |                                                                                                  |
| Quellen: |                                                                                      |                                                                                                  |                                                                                                  |

Die rechte Rheinstrecke ist die am rechten Rheinufer verlaufende Bahnstrecke von Troisdorf über Bonn-Beuel, Unkel, Neuwied, Koblenz-Ehrenbreitstein, Lahnstein und Rüdesheim nach Wiesbaden. Sie ist durchgehend zweigleisig und elektrifiziert.
In Troisdorf schließen sich die Siegstrecke nach Köln Hbf und Güterverkehrsstrecke Mülheim-Speldorf–Troisdorf an. Letztere wird teilweise auch der rechten Rheinstrecke zugerechnet, die zwischen der Abzweigstelle Gremberg Süd und dem Bahnhof Troisdorf zusammen mit der Siegstrecke und der Schnellfahrstrecke Köln–Rhein/Main eine sechsgleisige Verbindung bildet.
In Neuwied und Horchheim besteht die Möglichkeit, zur linken Rheinstrecke zu wechseln, um den linksrheinisch gelegenen Koblenzer Hauptbahnhof anzufahren. Im Abschnitt zwischen Lahnstein und Rüdesheim weist sie zwei Tunnel auf, deren bekannterer der Loreleytunnel bei St. Goarshausen ist.

## Geschichte
Nach Eröffnung der ersten Eisenbahnen in der Region kam schnell auch eine Strecke am rechten Rheinufer ins Gespräch. Bereits 1844 schlug der Bürgermeister von Deutz vor, eine Strecke von Deutz über Rüdesheim nach Wiesbaden zu bauen. Ab 1852 engagierte sich die Stadt Neuwied stark für den Bau. Allerdings gab es insbesondere von preußischer Seite erhebliche Vorbehalte gegen das Vorhaben. Einerseits gab es allgemeine strategische Bedenken gegen eine Bahnstrecke am Rhein – weshalb auch die Verlängerung der Linken Rheinstrecke über Rolandseck hinaus lange nicht genehmigt wurde – andererseits hätte die vorgeschlagene Strecke durch die Festung Ehrenbreitstein geführt werden müssen. Deshalb sprach sich das preußische Kriegsministerium 1853 ausdrücklich gegen die Strecke aus.

### Bau des südlichen Abschnitts
Für das Herzogtum Nassau hatten solche Überlegungen weniger Gewicht, vielmehr überwogen die wirtschaftlichen Vorteile. Deshalb erteilte man der Wiesbadener Eisenbahngesellschaft eine Konzession für den Bau der rechten Rheinstrecke auf nassauischem Staatsgebiet. Am 11. August 1856 wurde das erste Teilstück der Nassauischen Rheinbahn von Wiesbaden nach Rüdesheim eröffnet. Wegen finanzieller und technischer Schwierigkeiten wurde die Strecke erst am 22. Februar 1862 bis Oberlahnstein und am 3. Juni 1864 bis Niederlahnstein verlängert.

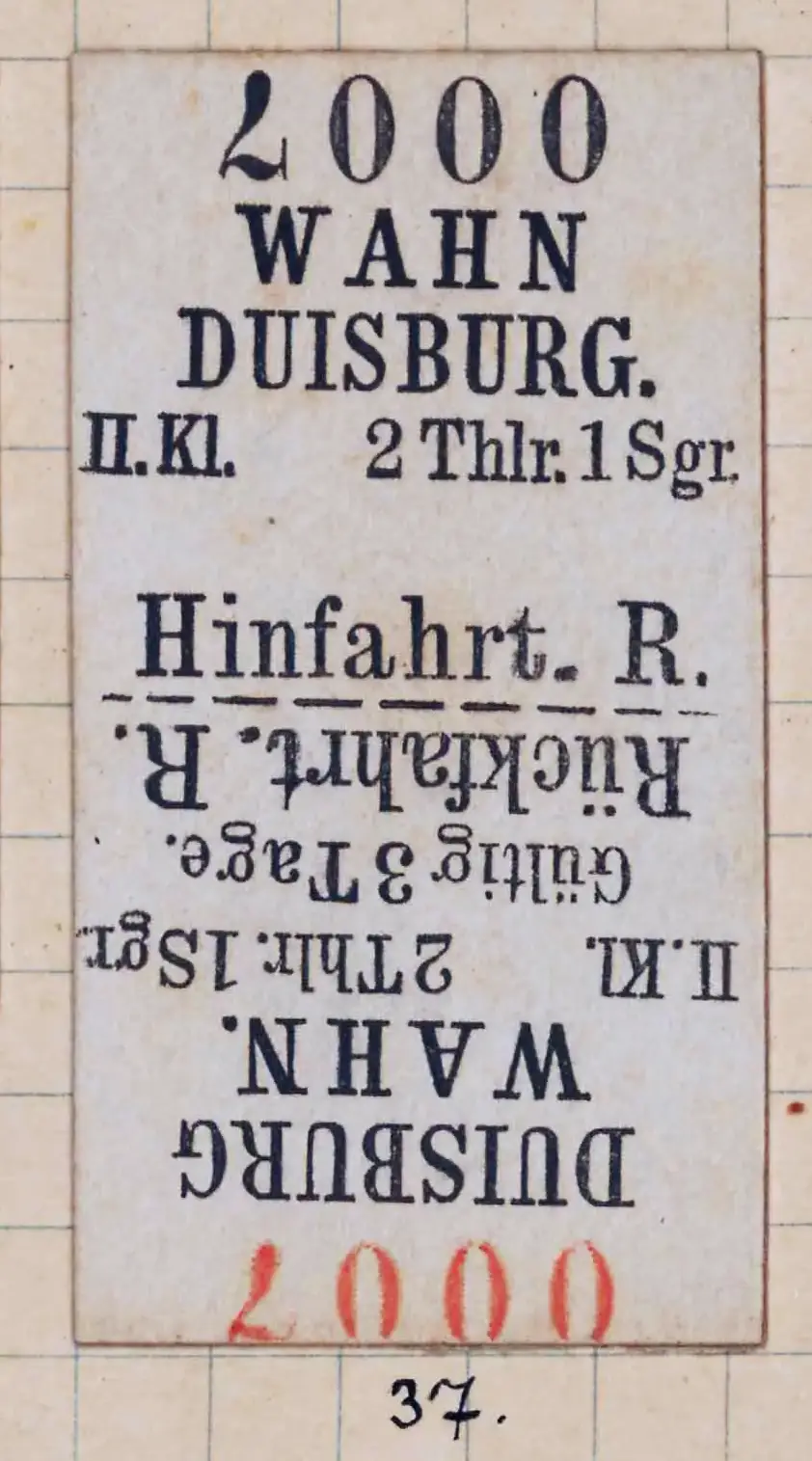
Bis 1870/71 war der Vereinstaler die Währung.

Der Bau der Siegstrecke von Deutz nach Gießen ab 1859 bot Nassau die Möglichkeit zu Verhandlungen mit Preußen über die Fortführung der Strecke, da die von preußischer Seite geplante Strecke im Kreis Dillenburg durch nassauisches Gebiet führte. Schließlich wurde 1860 ein Abkommen zwischen beiden Staaten geschlossen, das Preußen den Bau der Siegstrecke erlaubte. Im Gegenzug verpflichtete sich Preußen zum Bau der Pfaffendorfer Brücke, die die Strecke von Oberlahnstein mit der im Jahr zuvor fertiggestellten linken Rheinstrecke bei Koblenz verband. Die Brücke wurde am 3. Juni 1864 eingeweiht. Zuvor wurde 1862–1864 das Trajekt Stolzenfels–Oberlahnstein genutzt.
Eine rechtsrheinische Fortsetzung auf preußischem Gebiet kam dagegen vorerst nicht in Frage, da mit der Konzession, die die Rheinische Eisenbahn-Gesellschaft (RhE) für die linksrheinische Strecke erhalten hatte, festgelegt worden war, dass vor 1876 keine Konzession für eine rechtsrheinische Strecke erteilt würde. Mit dem Untergang des Herzogtums Nassau nach dem Preußisch-Österreichischen Krieg wurde die Nassauische Rheinbahn Bestandteil der Preußischen Staatseisenbahnen.

### Bau des nördlichen Abschnitts
Nachdem Nassau durch Preußen nach dem Deutschen Krieg von 1866 annektiert wurde, änderte sich die Situation am Rhein völlig. Nun hatte die RhE selbst ein Interesse an einer rechtsrheinischen Strecke, für die sie auch bald eine Konzession erhielt. Am 27. Oktober 1869 wurde die Fortsetzung der Strecke von Niederlahnstein bis Neuwied eröffnet.

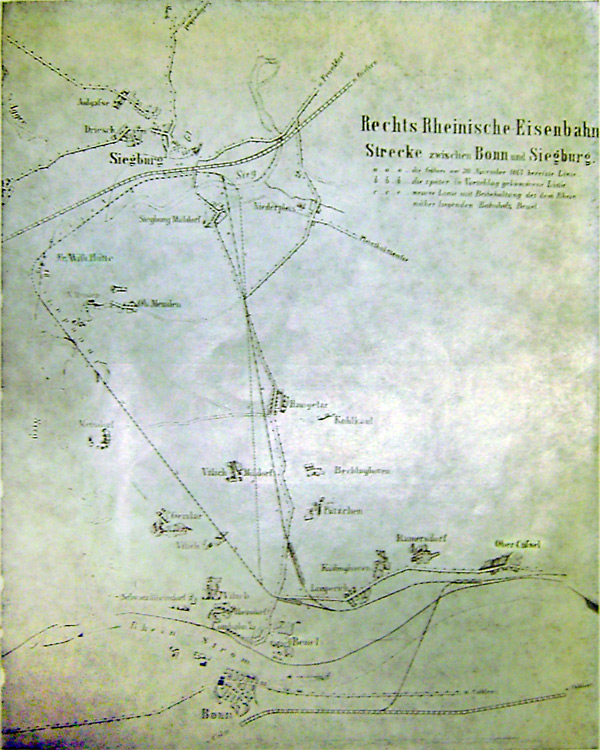
Planungsvarianten zwischen Beuel und Siegburg. Gebaut wurde der Bogen über die Friedrich-Wilhelms-Hütte (im Bild links)

Strittig war das nördliche Ende. Die Konzession sprach von einer Strecke zwischen Siegburg und Niederlahnstein. Nach den ursprünglichen Plänen sollte die Strecke bei Beuel vom Rhein abknicken und dann südlich der Sieg in gerader Linie nach Siegburg geführt werden. Später sollte die Strecke dann durch das Aggertal nach Overath und weiter über Witten nach Bochum oder alternativ nach Essen verlängert werden. Diese Pläne wurden allerdings in Köln sehr kritisch gesehen, da dadurch eine Hauptverkehrsachse durch das Bergische Land an Köln vorbei entstanden wäre. Gustav von Mevissen, Präsident der Rheinischen Eisenbahn, favorisierte deshalb eine Strecke von Troisdorf über Opladen nach Essen.
Emil Langen, Aufsichtsratsmitglied der Rheinischen Eisenbahn und Direktor der Friedrich-Wilhelms-Hütte bei Troisdorf, konnte schließlich eine Änderung der geplanten Streckenführung ab Beuel durchsetzen: Die Strecke wurde von Beuel nach Nordosten geführt, sollte bei Menden die Sieg überqueren, an der Friedrich-Wilhelms-Hütte einen Bahnhof erhalten und dann parallel zur Siegstrecke nach Siegburg geführt werden.
Am 11. Juli 1870 ging der Streckenabschnitt Neuwied–Oberkassel in Betrieb, wo über das Trajekt Bonn–Oberkassel wiederum eine Verbindung zur Linken Rheinstrecke bestand. Auch die Strecke von der Friedrich-Wilhelms-Hütte nach Siegburg war bereits fertig, lediglich der Bau der Siegbrücke verzögerte die vollständige Inbetriebnahme. Durch den Deutsch-Französischen Krieg erhielt die Strecke als Nachschubweg große strategische Bedeutung, weswegen der Bau der Siegbrücke ab Spätsommer 1870 mit zusätzlichen Arbeitskräften beschleunigt wurde. Ab dem 1. März 1871 war die Gesamtstrecke befahrbar, wobei zusätzlich ein Abzweig von der Friedrich-Wilhelms-Hütte nach Troisdorf zur Strecke nach Köln gebaut wurde, der später zum Hauptast der Strecke wurde.

### Länderbahnzeit und Deutsche Reichsbahn

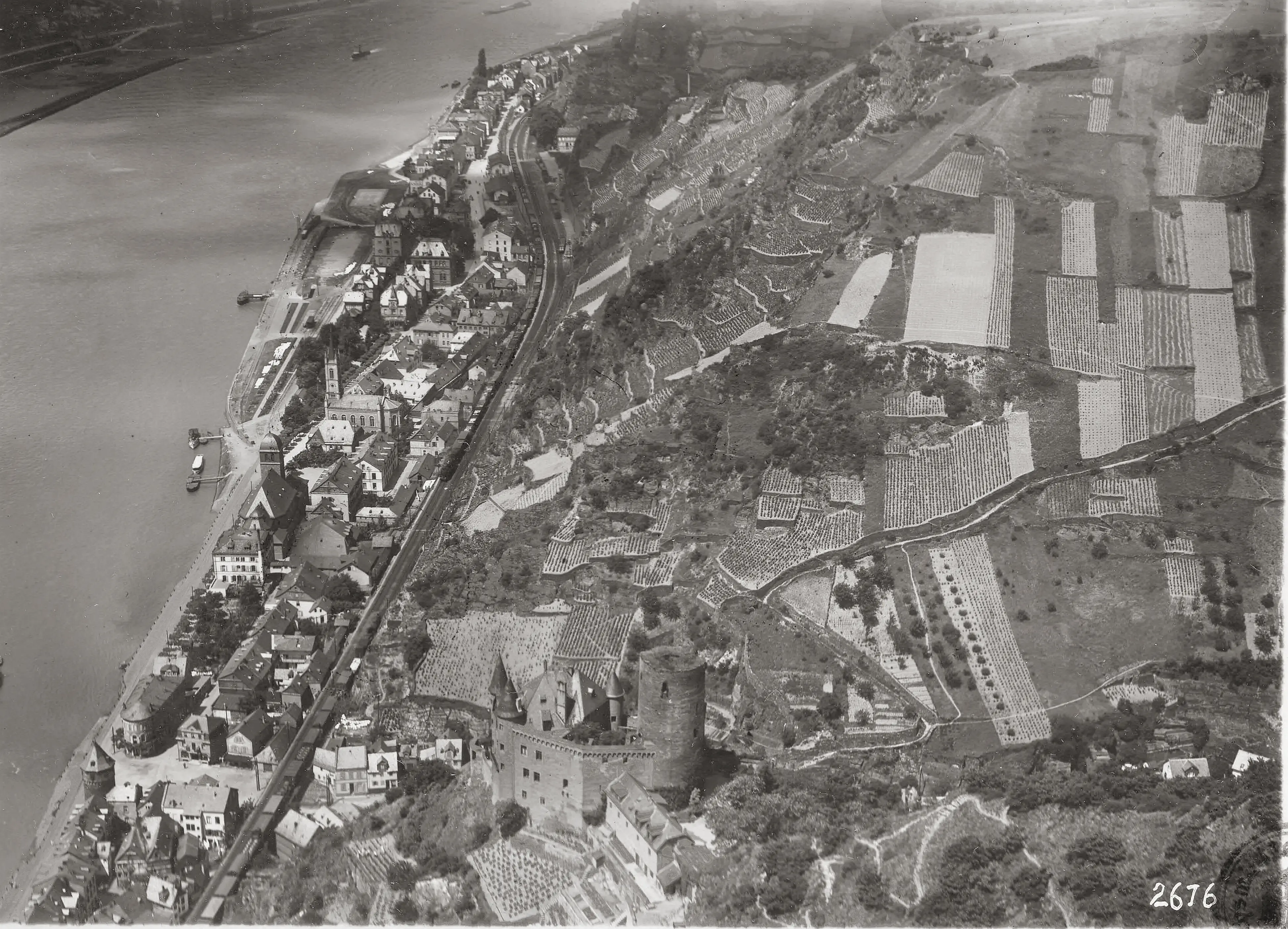
Zwei Güterzüge kreuzen in St. Goarshausen. Luftbild von 1928

Der Haltepunkt Lorchhausen wurde zum Sommerfahrplanbeginn am 1. Mai 1906 eröffnet. Mit Eröffnung des neuen Hauptbahnhofs Wiesbaden zum 15. November 1906 ging zwischen dem Hauptbahnhof und dem Bahnhof Biebrich-Moosbach (heute Haltepunkt Wiesbaden-Biebrich) das zweite Streckengleis in Betrieb.
Am 1. November 1912 eröffnete der Haltepunkt Menden (Bezirk Köln). Zum 24. Juli 1917 wurde der Betriebsbahnhof Loreley in Betrieb genommen, die beiden dortigen Überholungsgleise 5. September 1917. Später wurde der Betriebsbahnhof zu einer Blockstelle herabgestuft und 1947 erneut Betriebsbahnhof.

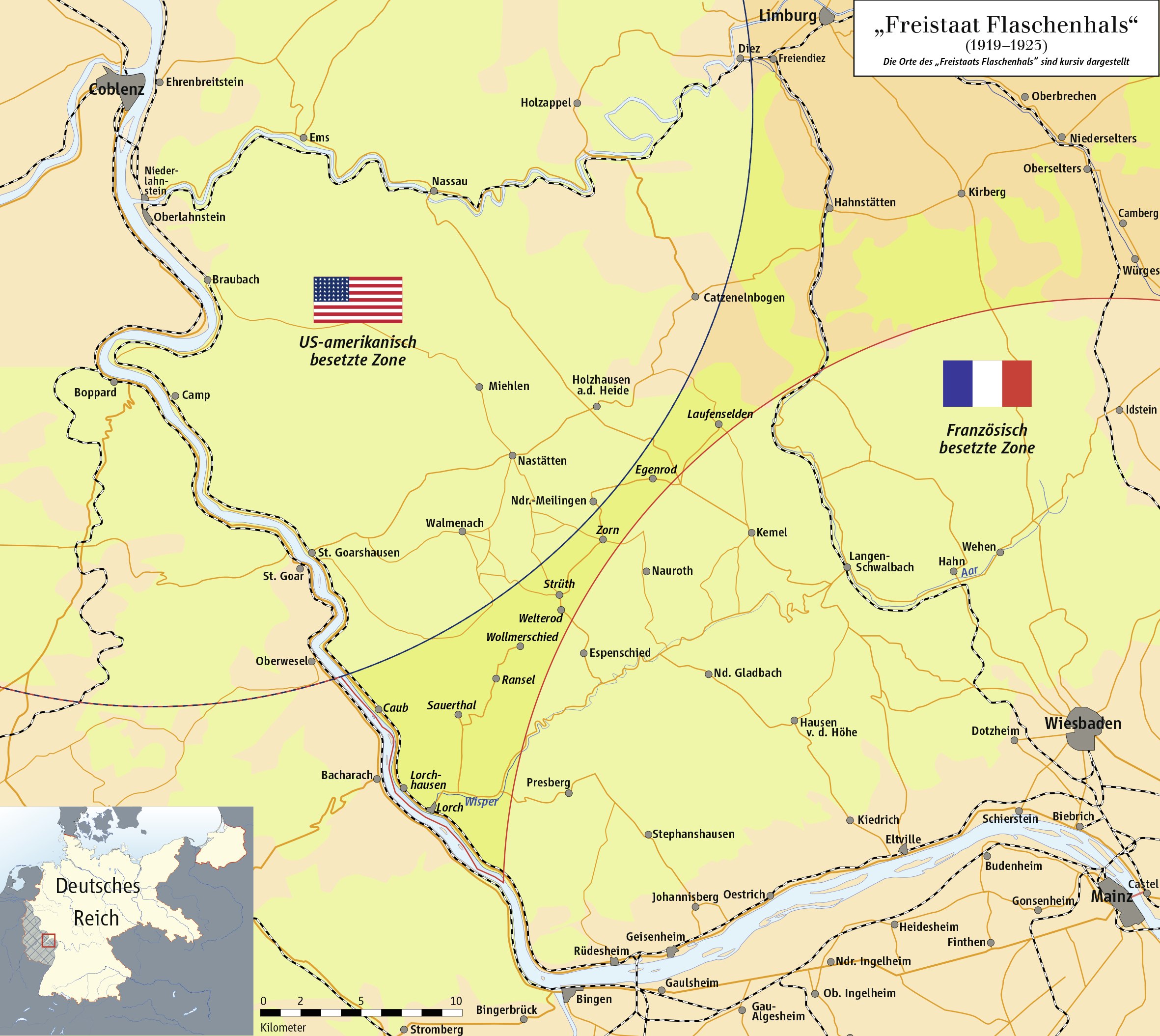
Territoriale Situation Anfang 1919

Nach dem Ende des Ersten Weltkriegs besetzte das französische Militär das linke Rheinufer und zwei „Brückenköpfe“ gegenüber von Mainz und Koblenz auf dem rechten Rheinufer. Damit wurde auch die rechte Rheinstrecke zwei Mal zerschnitten: Ein nördlicher und südlicher Teil lag je in der US-amerikanischen und französisch besetzten Zone, dazwischen gab es einen knapp 25 km langen deutschen Abschnitt. Der konnte zunächst nicht mehr befahren werden. Als der Betrieb dann zum 9. Januar 1919 wieder aufgenommen wurde, sollten die Züge den Abschnitt ohne Halt durchfahren. Außerdem galt hier nun sogar auf nicht besetztem Gebiet die in Frankreich und dem durch Frankreich besetzten Gebiet eingeführte Westeuropäische Zeit.
Die französische Besatzungsmacht ordnete nach dem Zweiten Weltkrieg alle Bahnstrecken im nördlichen Teil ihrer Besatzungszone der Eisenbahndirektion Mainz zu, so auch den Abschnitt zwischen Kaub und Unkel.
Der Bahnhof Loreley wurde zum 20. August 1946 zur Blockstelle herabgestuft, der Haltepunkt Leubsdorf dagegen zu einem Betriebsbahnhof aufgewertet, als am 4. Mai 1947 dessen beide Überholungsgleise wieder in Betrieb genommen wurden.

### Deutsche Bundesbahn

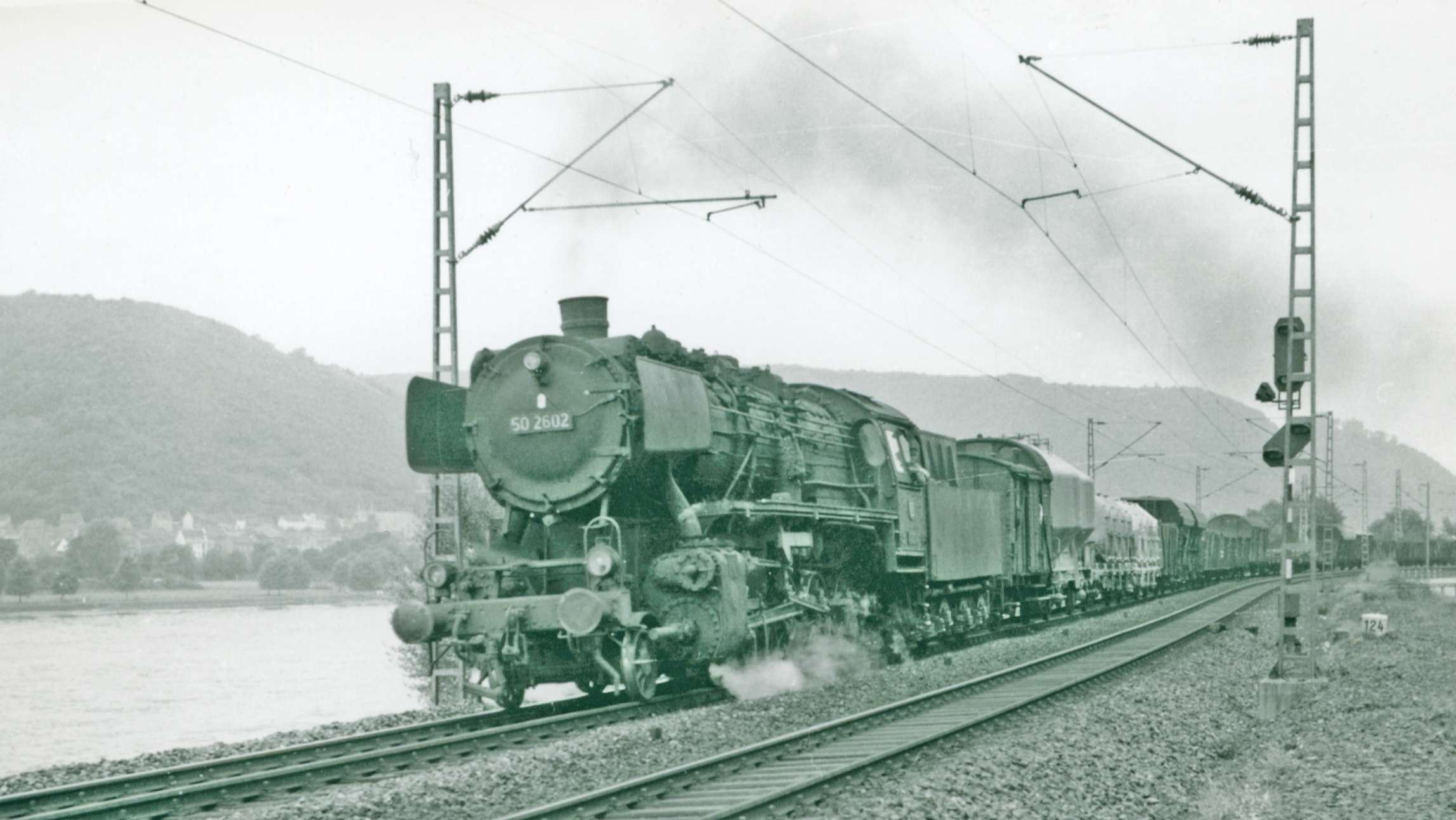
1961 mit Dampf unter Fahrdraht.

Der Haltepunkt Filsen wurde zum 5. Oktober 1952 in Betrieb genommen. 1959 wurde der Bahnhof Leubsdorf in einen Haltepunkt umgewandelt.
Im Zuge der 1961 abgeschlossenen Elektrifizierung der Strecke wurden zwischen 1959 und 1961 parallel zu den bestehenden zweigleisigen Loreley- und Roßsteintunneln je eine weitere eingleisige Tunnelröhre gebaut und die alten Tunnel anschließend für den eingleisigen, elektrischen Betrieb umgerüstet.

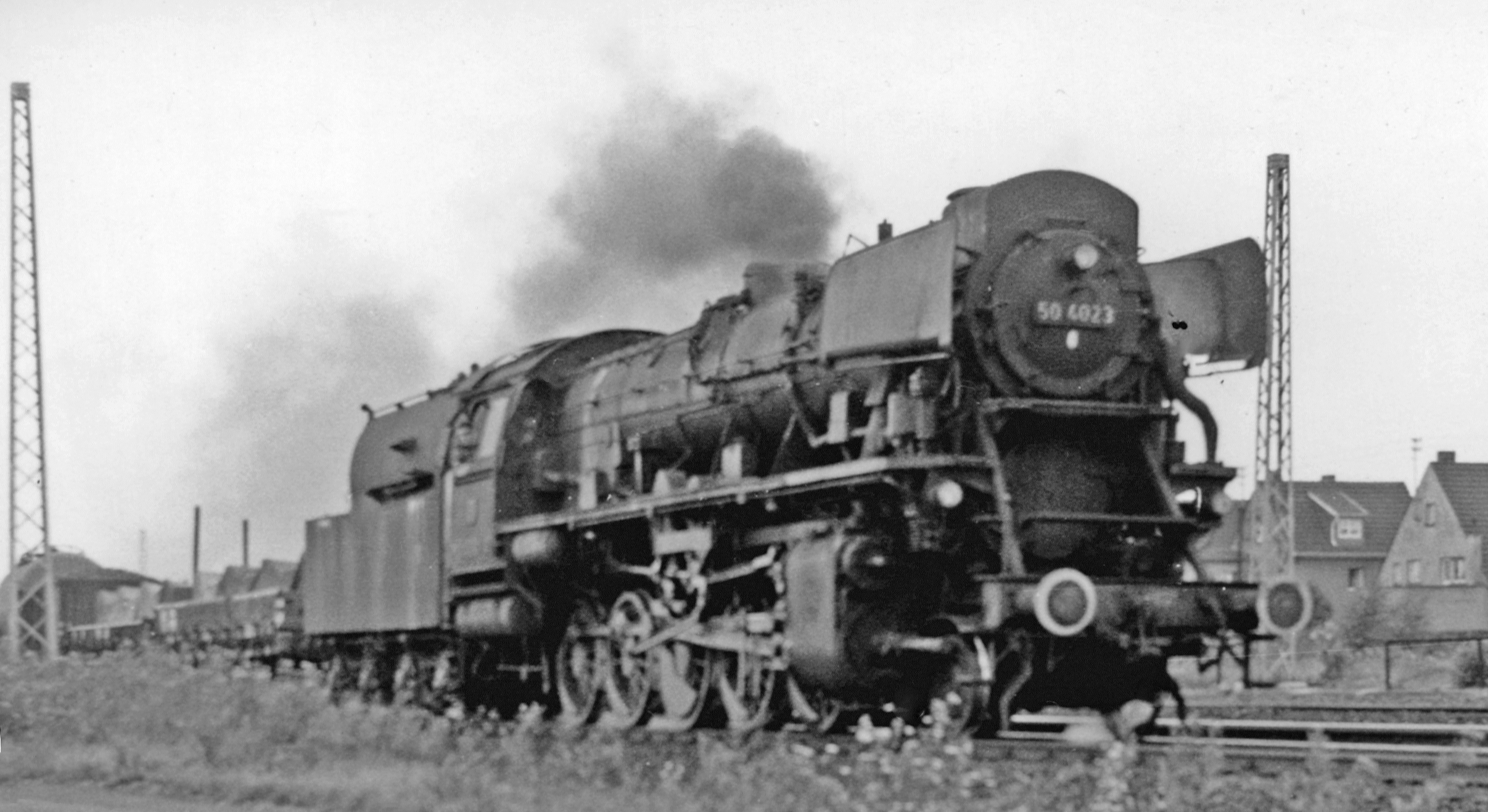
Franco-Crosti 50 4023 im August 1961 in Spich.

Zum 19. Juli 1965 ging im Betriebsbahnhof Loreley ein neues Drucktastenstellwerk der Bauart DrS 2 in Betrieb. Zugleich wurden dort die Formsignale durch Lichtsignale ersetzt. Gleiches geschah zum 20. März 1967 im Bahnhof St. Goarshausen. Zum 17. März 1969 ging dann die Fernsteuerung des Bahnhofs Loreley in Betrieb: Der Fahrdienstleiter von St. Goarshausen regelte im Normalbetrieb den Verkehr im Bahnhof Loreley mit.

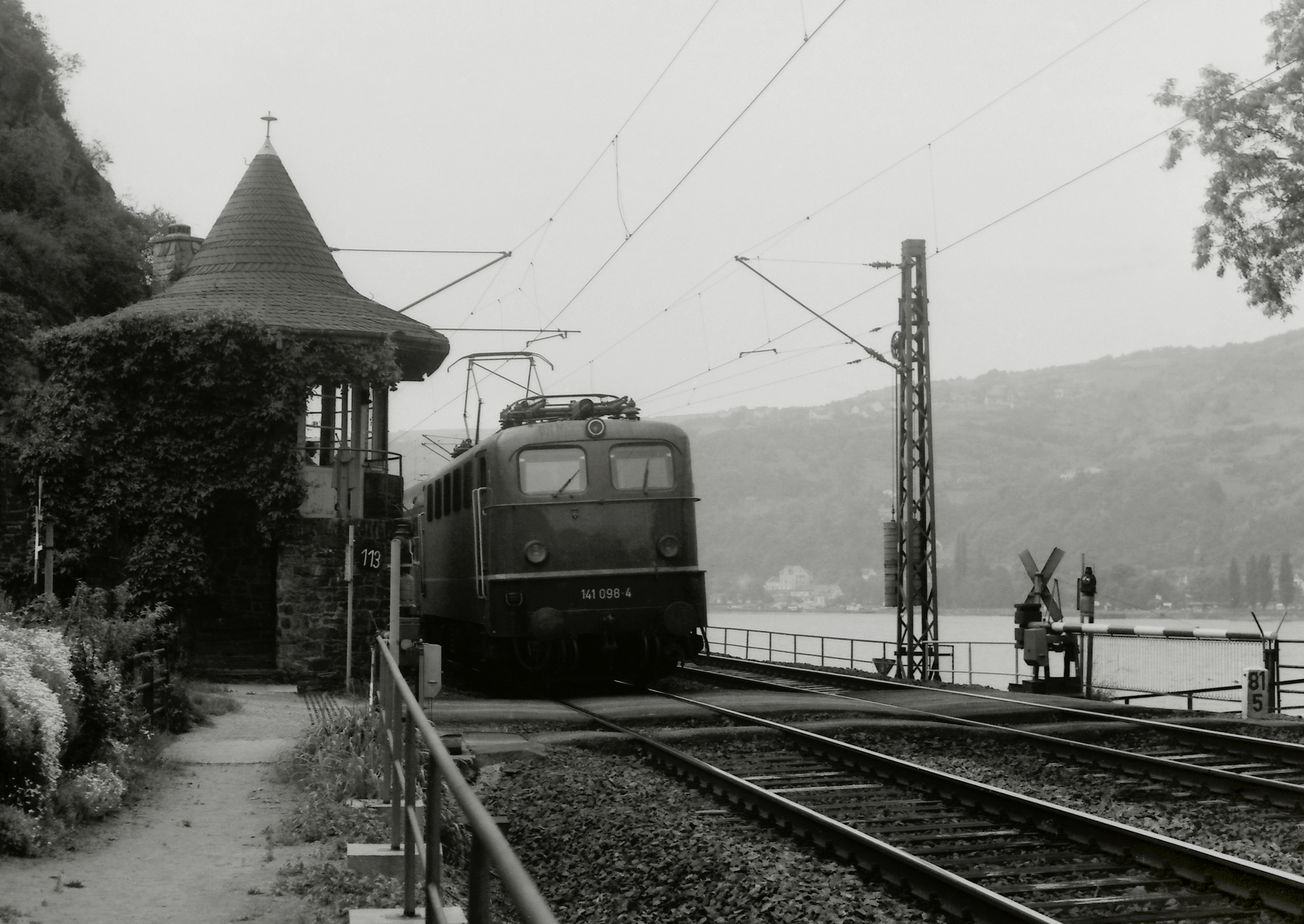
Nach 1961 übernahmen die E 40 und E 41 die meisten Züge.

Die nur durch Güterzüge befahrene Verbindungskurve zwischen dem Bahnhof Oberlahnstein und der Abzweigstelle Hohenrhein an der Lahntalbahn war bis 1966 eine Hauptbahn und wurde dann zum 25. September 1966 in eine Nebenbahn umgewandelt.
1967 war das Bahnbetriebswerk in Linz aufgegeben.
Mit der schrittweisen Auflösung der Bundesbahndirektion Mainz in den Jahren 1971/72 fiel die Zuständigkeit für den Abschnitt zwischen Kaub bis kurz vor Osterspai zum 1. April 1971 an die Bundesbahndirektion Frankfurt/M. und der Abschnitt nördlich davon zum 1. Juni 1971 an die Bundesbahndirektion Köln.

### Deutsche Bahn
Beim Bau der Ende 2002 eröffneten Schnellfahrstrecke Köln–Rhein/Main wurde der Bahnhof Troisdorf völlig umgebaut, wobei die Verbindung der rechten Rheinstrecke nach Siegburg zurückgebaut wurde. Für die Neubaustrecke wurde auch die Trasse der rechten Rheinstrecke abschnittsweise neu trassiert.
Im Dezember 2003 begann die Sanierung der Tunnel Loreley und Rossstein. Die jeweils 140 Jahre alten Röhren sollten für 18 Millionen Euro saniert werden. Dazu wurde das rheinseitige Gleis der beiden Röhren stillgelegt und der Verkehr durch die um 1960 errichteten Röhren geführt. Nach 20-monatiger Sanierung befuhr am 6. Juni 2005 ein Personenzug den sanierten Tunnel. Die Gesamtkosten beliefen sich auf 21 Millionen Euro.
Im Dezember 2007 wurde das elektronische Stellwerk Rechter Rhein in Betrieb genommen. In der ersten Ausbauphase wurde die 40 km lange Bahnstrecke zwischen Lorch und Oberlahnstein an dieses Stellwerk angeschlossen. Es ersetzte somit die fast 50 Jahre alten Stellwerke Kaub, Loreley, St. Goarshausen, Kestert, Kamp-Bornhofen und Osterspai. Neben dem Stellwerk in Oberlahnstein wurde die Unterzentrale (ESTW-UZ) mit Rechneranlagen des neuen Stellwerks errichtet. Dort befindet sich auch ein Ersatzbedienplatz, der bei Störungen verwendet wird. Bedient wird das Stellwerk im Normalfall aus der Betriebszentrale in Frankfurt am Main. Im Sommer 2008 wurde die zweite Bauphase fertiggestellt. Der Streckenabschnitt Oberlahnstein–Niederlahnstein wurde an das elektronische Stellwerk angeschlossen. Mit insgesamt sechs Bauabschnitten soll der Streckenabschnitt zwischen Unkel und Wiesbaden-Schierstein komplett an das elektronische Stellwerk angeschlossen werden.
In den drei Wochen vom 28. Dezember 2009 bis zum 18. Januar 2010 und in den sechs Wochen der Sommerferien vom 3. Juli 2010 bis 15. August 2010 wurde der Streckenabschnitt zwischen Koblenz und Wiesbaden wegen umfangreicher Bauarbeiten für den Güter- und Personenverkehr gesperrt. Nur an den Wochenenden verkehrten Personenzüge nach einem Sonderfahrplan.
Die dritte Ausbauphase des im Jahr 2007 in Betrieb genommenen elektronischen Stellwerks wurde am 5. Dezember 2011 fertiggestellt. In dieser Bauphase wurde der Streckenabschnitt zwischen Lorch und Assmannshausen an das elektronische Stellwerk angeschlossen.
Im Frühjahr 2012 wurde in Rhöndorf auf 270 Metern eine neuartige Schallschutzwand gegen Bahnlärm gebaut. Diese ist nur 70 cm hoch und nah am Gleis montiert, um den Geräuschen des Rad-Schiene-Kontakts direkt an der Quelle entgegenzuwirken. Eine so gewählte Montageposition macht aber normalerweise Wartungsmaßnahmen des Oberbaus unmöglich. Daher wurde ein hydraulisches System installiert, das es ermöglicht, die Wand für Wartungsarbeiten in Segmenten hochzuklappen. Entwickelt wurde die Wand von der polnischen Firma Ekobel.
Ende August 2014 erfolgte mit Inbetriebnahme der nächsten Baustufe des elektronischen Stellwerkes auch zwischen Bad Honnef und Neuwied eine grundlegende Modernisierung der Stellwerkstechnik. Der Bahnhof Bad Honnef (Rhein) wurde im Zuge dessen in eine Haltestelle umgewandelt.
Im zweiten Halbjahr 2026 wird die Strecke Troisdorf–Koblenz–Wiesbaden im Rahmen einer Korridorsanierung für die Zeit vom 10. Juli bis 11. Dezember komplett gesperrt.
Bis 2028 soll die Strecke mit ETCS ausgerüstet werden.

## Betrieb

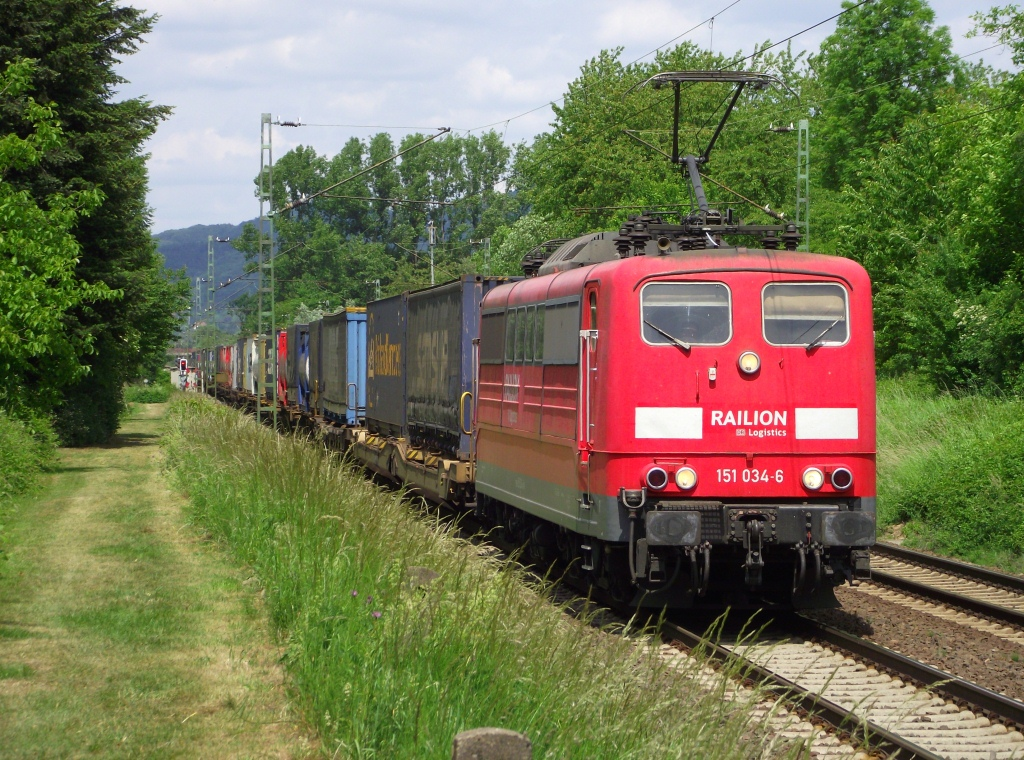
Güterzug bei Unkel Nord

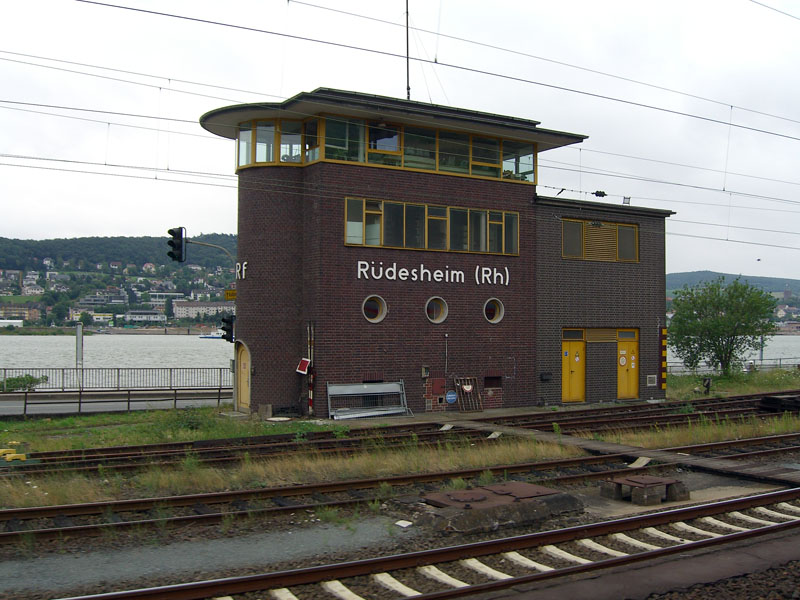
Stellwerk Rüdesheim am Rhein

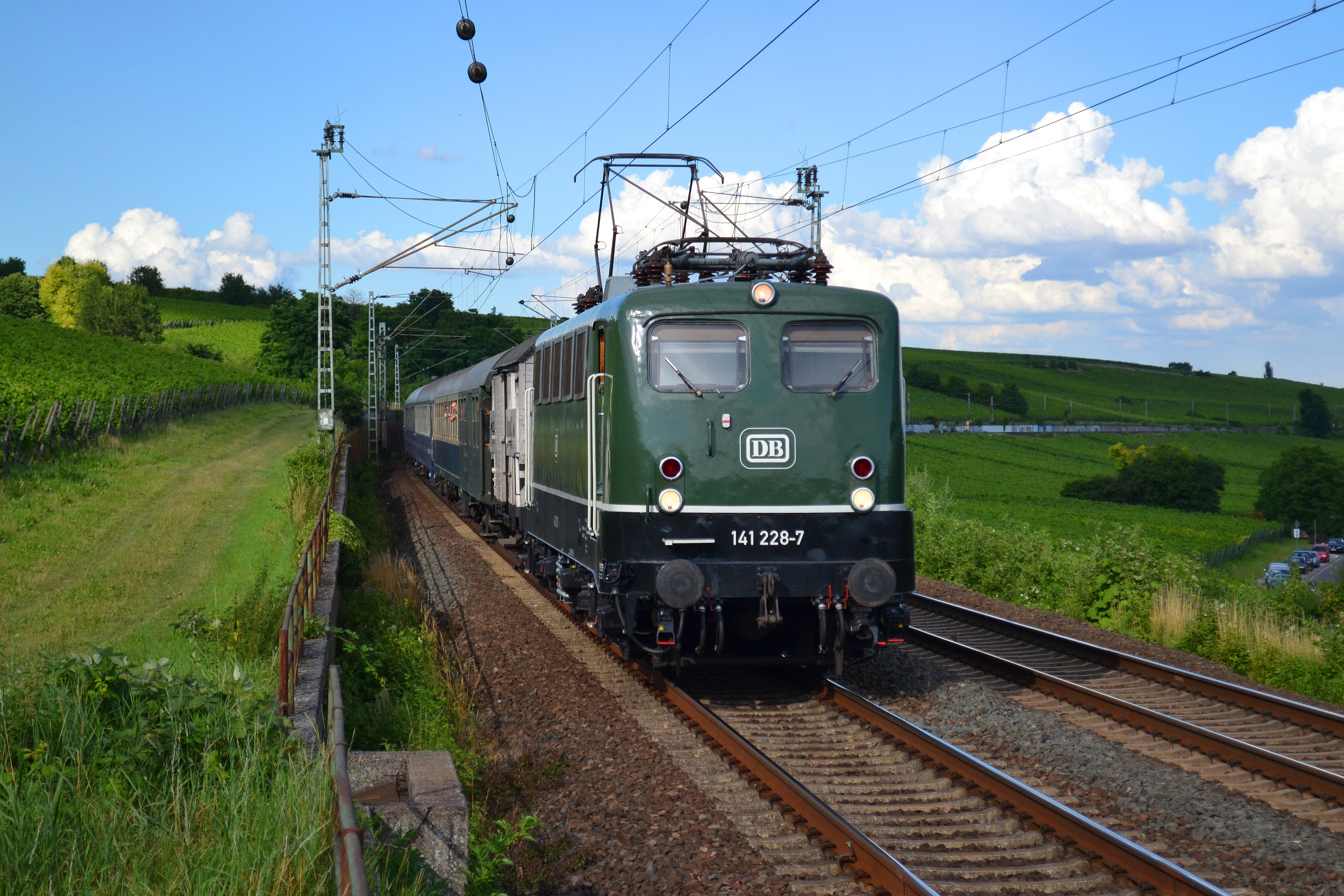
Eine Lokomotive der Baureihe 141 mit einem Sonderzug in Hattenheim

Die Strecke dient vorrangig dem Ferngüterverkehr zwischen dem Rhein-Ruhr- und dem Rhein-Main-Gebiet, hier weist die Strecke eine extrem hohe Zugdichte auf. Der Schienenpersonenfernverkehr wird fast gänzlich über die Linke Rheinstrecke und die Schnellfahrstrecke Köln–Rhein/Main abgewickelt. Bei Streckensperrungen auf der linken Rheinseite werden die Fernzüge über die rechte Rheinstrecke umgeleitet. Ersatzhalt für Bonn Hauptbahnhof ist dann der Bahnhof Bonn-Beuel.
Im Schienenpersonennahverkehr wird die Strecke von Regionalbahn und Regional-Express-Zügen befahren. Fast alle Reisezüge bedienen den Koblenzer Hauptbahnhof, wozu die Züge den Rhein in Richtung Wiesbaden auf der Horchheimer Brücke (südlich von Koblenz) und in Richtung Köln teilweise auf der Urmitzer Eisenbahnbrücke (nördlich von Koblenz) oder bei Fahrt über Vallendar ebenfalls auf der Horchheimer Brücke überqueren.
Durch die Topographie des Oberen Mittelrheintales bedingt führen viele Streckenabschnitte unter hoch aufragenden Steilhängen vorbei und müssen vielfach mit Fangnetzen und anderen Hangsicherungsmaßnahmen gegen Steinschlag und Hangrutschungen gesichert werden. So blockierte ein Erdrutsch nach einem Starkregen am späten Abend des 30. Juli 2008 unterhalb des Teufelskadrich den Zugverkehr zwischen Lorch und Assmannshausen für mehrere Tage komplett und anschließend noch etliche Tage einseitig.
Es gab auch Betriebsunterbrechungen durch Unfälle. So musste während der Havarie der Waldhof auf dem Rhein an der Loreley im Januar 2011 der Bahnverkehr während der Bergungsarbeiten aus Sicherheitsgründen mehrfach gesperrt werden.
Am 9. Juni 2013 gegen 5 Uhr morgens führte das Entgleisen der letzten vier Wagen eines 620 Meter langen und 750 Tonnen schweren, aber leeren Autotransportzuges der Wiener Lokalbahnen kurz hinter Lorch über zehn Kilometer zu Beschädigungen an den Gleisanlagen und der parallel verlaufenden Bundesstraße 42, bis der Zug im Bahnhof Rüdesheim (Rhein) angehalten wurde. Auf die Fahrbahn der Bundesstraße gingen kilometerweit Schottersteine nieder. Im Gleisbett durchtrennten die entgleisten Waggons Kabel, zerstörten Kabelschächte des elektronischen Stellwerkes, beschädigten Weichen, fuhren Signalmasten um und zerstörten Schwellen und Geländer. Im Bahnhof Rüdesheim wurde das Einfahrsignal mitgerissen. Bei der Durchfahrt durch Assmannshausen gingen durch umherfliegenden Bahnschotter Fensterscheiben von Häusern zu Bruch und parkende Autos wurden beschädigt. Es gab keine Personenschäden. Der Schienenverkehr war bis zum 16. Juni 2013 ganz unterbrochen. Zwischen Rüdesheim und Kaub musste ein Schienenersatzverkehr eingerichtet werden. Ab 17. Juni 2013 war die Strecke dann vorerst nur eingleisig befahrbar.
Am 30. August 2020 entgleisten die Lokomotive und acht der neunzehn Wagen eines Güterzuges im Bahnhof Niederlahnstein an einer Weiche. Sechs der entgleisten Kesselwagen stürzten um. Die Lokomotive trennte sich vom Wagenzug und kam etwa fünfzig bis hundert Meter entfernt zwischen den Gleisen zum Stehen. Aus den beschädigten Wagen liefen etwa 180.000 Liter Diesel aus. Der Lokführer wurde leicht verletzt. Aufgrund des Unfalls mussten der Abschnitt zwischen Oberlahnstein und Koblenz sowie die Lahntalbahn zwischen Bad Ems und Koblenz für mehrere Tage voll gesperrt werden. Weil die Unfallstelle auf Höhe der Feuerwache Nord lag, waren die ersten Einsatzkräfte schnell vor Ort. Unfallursache war eine überhöhte Geschwindigkeit des Zuges in Verbindung mit einer unzulässigen Gleisgeometrie an der Entgleisungsstelle.

Felssturz vom 15. März 2021 bei Kestert

Am 15. März 2021 kam es aufgrund eines Felsrutsches bei Kestert (Verbandsgemeinde Loreley) zu einer wochenlangen Vollsperrung der Bahnstrecke, zeitweise auch der talwärts parallel verlaufenden Bundesstraße 42. Der Großteil des Güterverkehrs wurde danach über die linksrheinische Strecke umgeleitet. Zur Beräumung erfolgten am Berg mehrere Sprengungen von teilweise gelockertem Gestein und nach dem Bau eines sechs Meter hohen und 100 m langen Schutzwalles sowie Einbau eines mit 620 Ankern gesicherten Stahlnetzes von 2100 Quadratmetern Fläche wurde am 1. Mai zuerst ein Streckengleis und am 9. Mai dann auch das zweite Streckengleis wieder unter Verkehr genommen. Der eingleisige Betrieb, über das rheinseitige Gleis, wurde durch eine rund 15 km lange Blockteilung in Süd-Nord-Richtung erschwert.

### Regionalverkehr

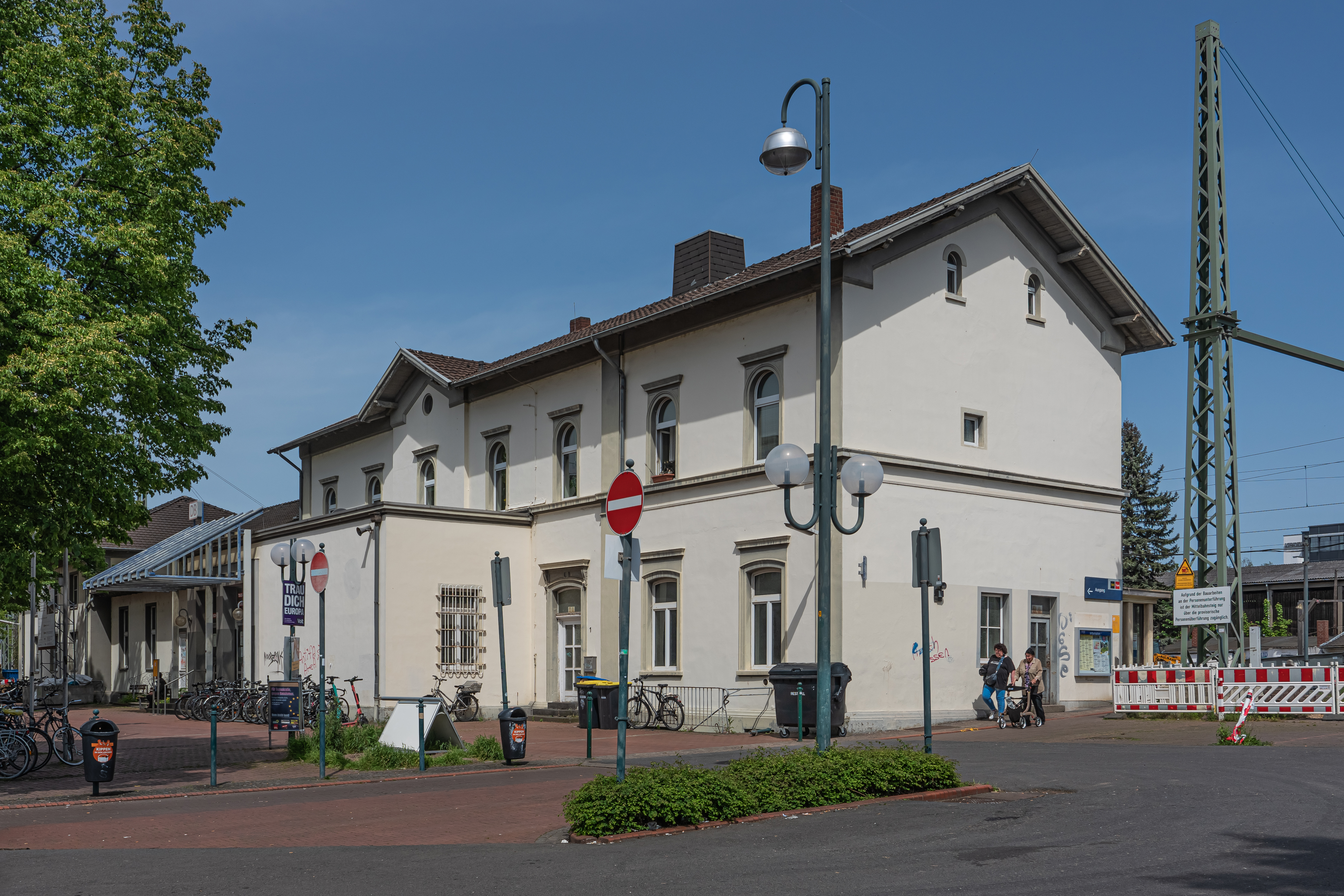
Bahnhofsgebäude Bonn-Beuel

Im Kursbuch der Deutschen Bahn AG wird die rechte Rheinstrecke unter den Nummern 465 (Köln–Koblenz) und 466 (Koblenz–Wiesbaden) geführt, wobei der Kursbuchstrecke 465 vor einigen Jahren der Abschnitt Köln–Mönchengladbach zugeschlagen wurde, da alle Regionalzüge von der rechten Rheinstrecke dorthin durchgebunden sind. Die Rechte Rheinstrecke wird im Schienenpersonennahverkehr abschnittsweise bedient:

#### Nordabschnitt
Auf dem Nordabschnitt verkehrte bis Dezember 2019 der Rhein-Erft-Express (RE 8) mit Elektrotriebwagen der Baureihe 425 in Doppeltraktion mit einer Höchstgeschwindigkeit von 140 km/h sowie die Rhein-Erft-Bahn (RB 27) mit einer Elektrolok der Baureihe 143 und drei Doppelstockwagen mit einer Höchstgeschwindigkeit von 120 km/h oder alternativ ebenfalls Elektrotriebwagen der Baureihe 425 jeweils im Stundentakt.
Zum Fahrplanwechsel am 15. Dezember 2019 wurden die Taktlagen von RE 8 und RB 27 getauscht. Seitdem verkehrt die RB 27 (neben RE 6 und S 13) statt des RE 8 über die Flughafenschleife Köln und den Bahnhof Köln/Bonn Flughafen. Auch im Abschnitt Neuwied–Koblenz wurden die Laufwege zwischen RE 8 und RB 27 getauscht, so dass der neue RE 8 über die Urmitzer Brücke und Koblenz-Stadtmitte und die neue RB 27 über Koblenz-Ehrenbreitstein und über die Horchheimer Brücke den Koblenzer Hauptbahnhof erreichen.
Die Leistungen auf dem RE 8 wurden bis 2034 im Rahmen eines Bruttoverkehrsvertrages mit fabrikneuen Fahrzeugen Alstom Coradia Continental vergeben. Die Leistung auf der RB 27 wurden für einen Zeitraum von maximal neun Jahren vergeben. Dort verkehren redesignte Fahrzeugen der Baureihe 425. Der Abschnitt Köln–Koblenz kann ab Dezember 2028 (geplante Inbetriebnahme Verlängerung der S-Bahn-Linie 13 nach Bonn-Oberkassel), der Abschnitt Mönchengladbach–Köln in den 2030ern (geplante Inbetriebnahme der Verlängerung der S-Bahn-Linie 6 nach Mönchengladbach) abbestellt werden.
Auf der rechten Rheinseite soll die Linie S 13 nach dem erfolgten Ausbau der Strecke zwischen Troisdorf und Bonn-Oberkassel im 20-Minuten-Takt über Bonn-Vilich (neuer Haltepunkt mit Stadtbahn-Verknüpfung), Bonn-Beuel und den neuen Haltepunkt Bonn-Ramersdorf bis Bonn-Oberkassel verlängert werden. Die Linie RB 27 soll dann erst ab Bonn-Oberkassel über Linz (Rhein) und Neuwied bis Koblenz fahren und leglich zur Hauptverkehrszeit weiterhin zwischen Köln Hauptbahnhof und Koblenz Hauptbahnhof verkehren. Im Zielnetz des NRW-Taktes für 2040 ist vorgesehen, dass die RB 27 durchgehend bis Köln Messe/Deutz verkehren soll. Dazu ist eine Streckenführung über die Kölner Südbrücke ab Troisdorf mit einem Halt in Köln am Bonner Wall vorgesehen.
Von Mönchengladbach bis Rommerskirchen gelten die Tarife des Verkehrsverbundes Rhein-Ruhr (VRR), von Grevenbroich bis Neuwied die des Verkehrsverbundes Rhein-Sieg (VRS) und von Unkel bis Koblenz die des Verkehrsverbundes Rhein-Mosel (VRM), wobei sich die Tarifgebiete jeweils überlappen.

#### Südabschnitt
Auf dem Südabschnitt verkehrt die Linie RB 10 mit Triebzügen vom Typ Flirt der VIAS GmbH. Zwischen Koblenz Stadtmitte und Wiesbaden Hauptbahnhof halten die Züge an jedem Bahnhof, während zwischen Wiesbaden Hauptbahnhof und Frankfurt Hauptbahnhof nur zwei Zwischenhalte in Mainz-Kastel und Frankfurt-Höchst sowie zwischen Neuwied und Koblenz Stadtmitte keine weiteren Halte eingelegt werden. Die Züge der Linie RB 10 verkehren zwischen Neuwied und Assmannshausen im Stundentakt, zwischen Assmannshausen und Frankfurt im Halbstundentakt. In den Hauptverkehrszeiten wird der Halbstundentakt bis Koblenz Hauptbahnhof gefahren. Montags bis freitags verkehren zusätzlich 7 Zugpaare zwischen Eltville und Frankfurt Hauptbahnhof der Linie RE 9 der HLB ohne den Umweg über den Wiesbadener Hauptbahnhof.
Der Rhein-Main-Verkehrsverbund hat im Herbst 2018 für die Wochenenden in den Sommermonaten (April bis September) zusätzliche Zugverbindungen für die touristisch gefragte Strecke bestellt, da es in den Vorjahren bei schönem Wetter schon zu so starken Überfüllungen kam, dass Fahrgäste nicht mitgenommen wurden und eine Stunde auf den nächsten Zug warten mussten. Seit 2021 verkehrt in den Monaten April bis Oktober die RB10 zwischen 10 Uhr und 20 Uhr im Halbstundentakt zwischen Frankfurt Hauptbahnhof und Rüdesheim-Assmannshausen. Seit Dezember 2023 wird der Halbstundentakt bis Assmannshausen ganzjährig täglich angeboten. Der schnellere RE9 verkehrt am Wochenende nicht.
Zwischen Koblenz und Kaub gilt der Tarif des Verkehrsverbundes Rhein-Mosel (VRM), zwischen Lorchhausen und Wiesbaden der des Rhein-Main-Verkehrsverbundes (RMV). Obwohl die Strecke zwischen Lorch und Wiesbaden auf hessischem Gebiet verläuft, ist das Länderticket „Rheinland-Pfalz“ auf der gesamten Strecke zwischen Koblenz und Wiesbaden/Mainz gültig.

### Fernverkehr
Der südliche Abschnitt der rechten Rheinstrecke wurde bis 2017 saisonal von einzelnen Intercity-Zügen bedient, welche in Assmannshausen, Rüdesheim und teilweise in Eltville halten. Auf dem nördlichen Abschnitt via Neuwied gibt es zurzeit keinen fahrplanmäßigen Fernverkehr. Treten Störungen auf der linken Rheinstrecke auf, so werden die Fernzüge über die rechte Rheinstrecke umgeleitet. Dabei dient der Bahnhof Bonn-Beuel als Ersatzhalt für den Bonner Hauptbahnhof.

## Bauwerke

### Rheinbrücken

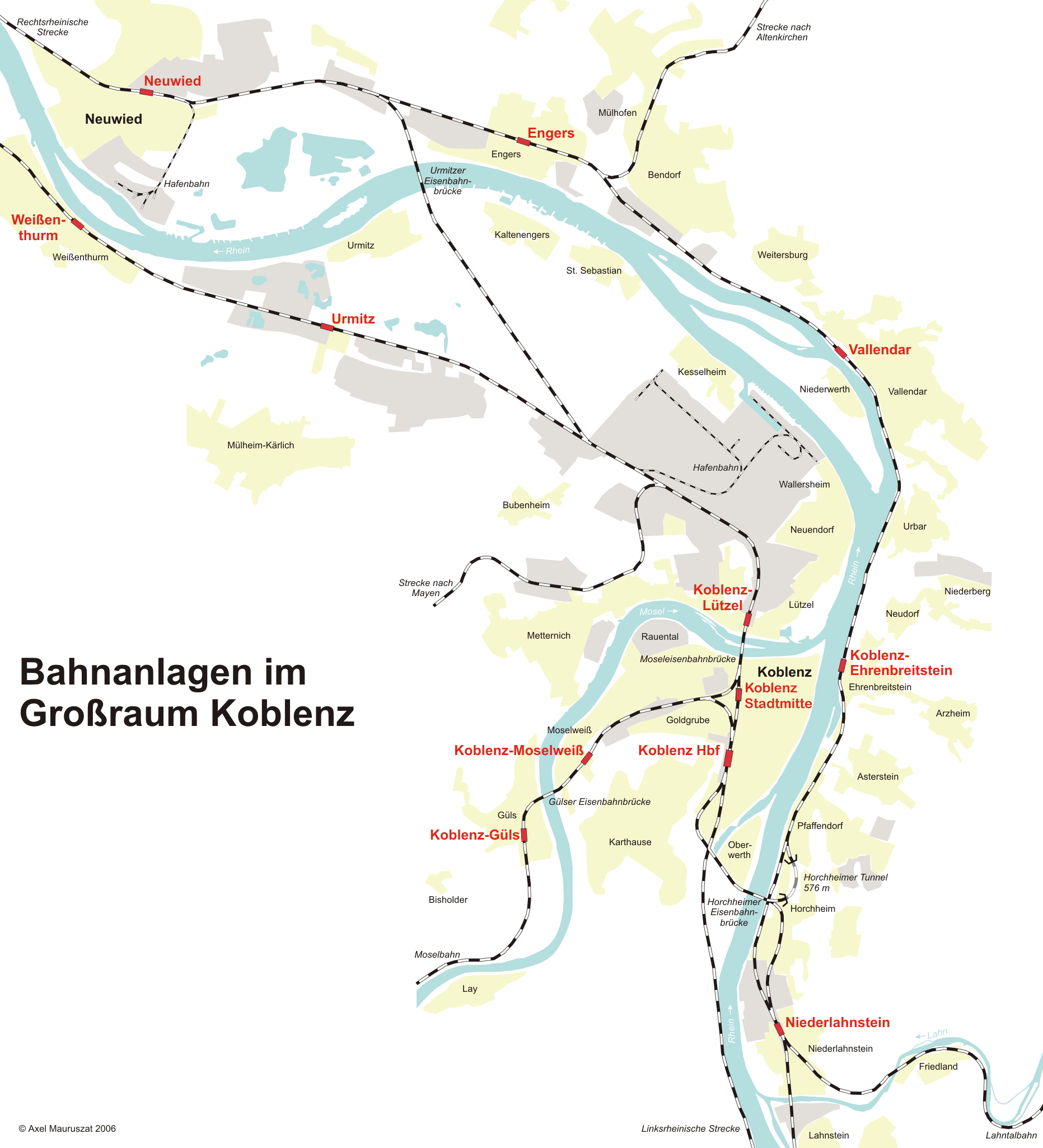
Karte der Bahnanlagen im Großraum Koblenz

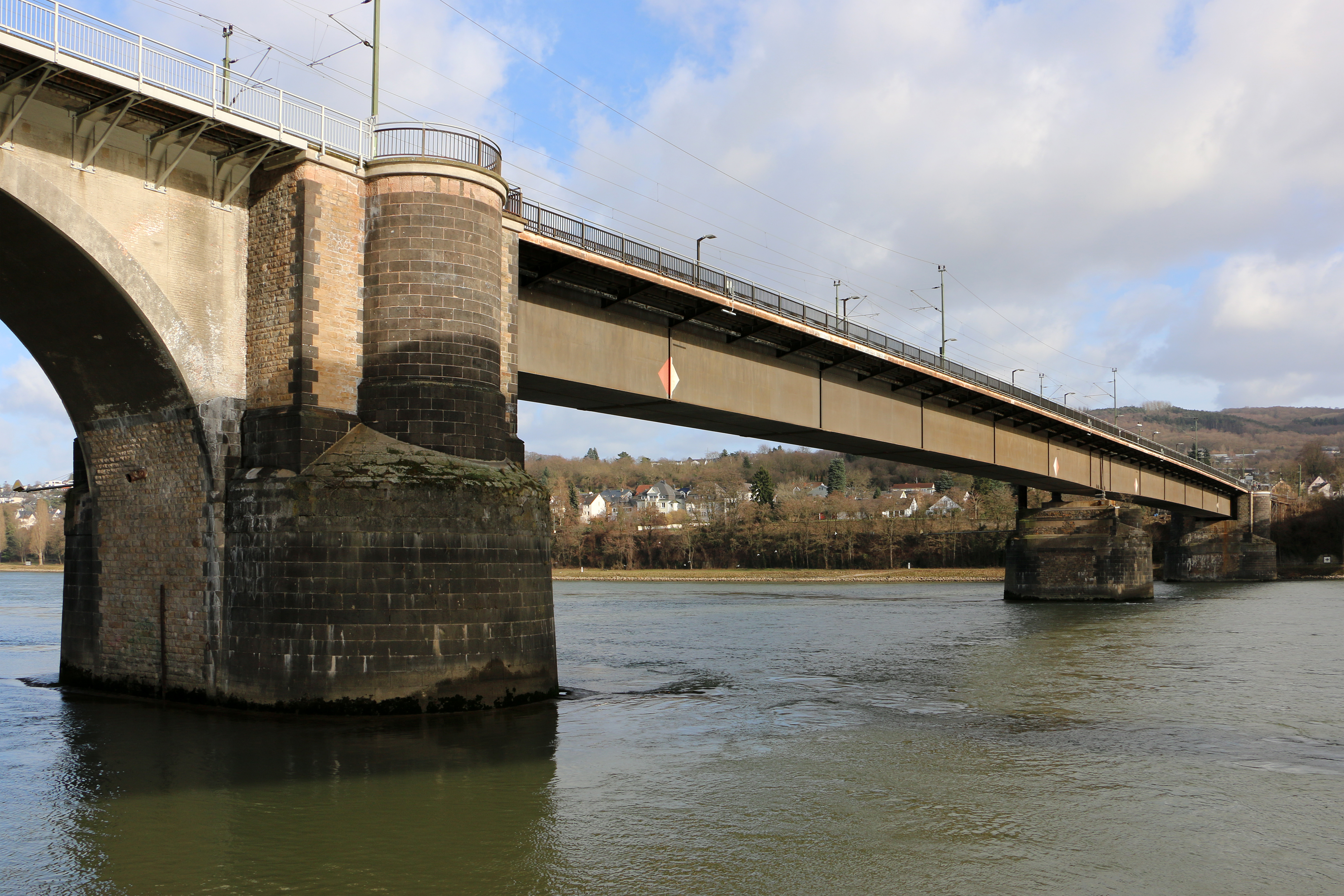
Horchheimer Eisenbahnbrücke

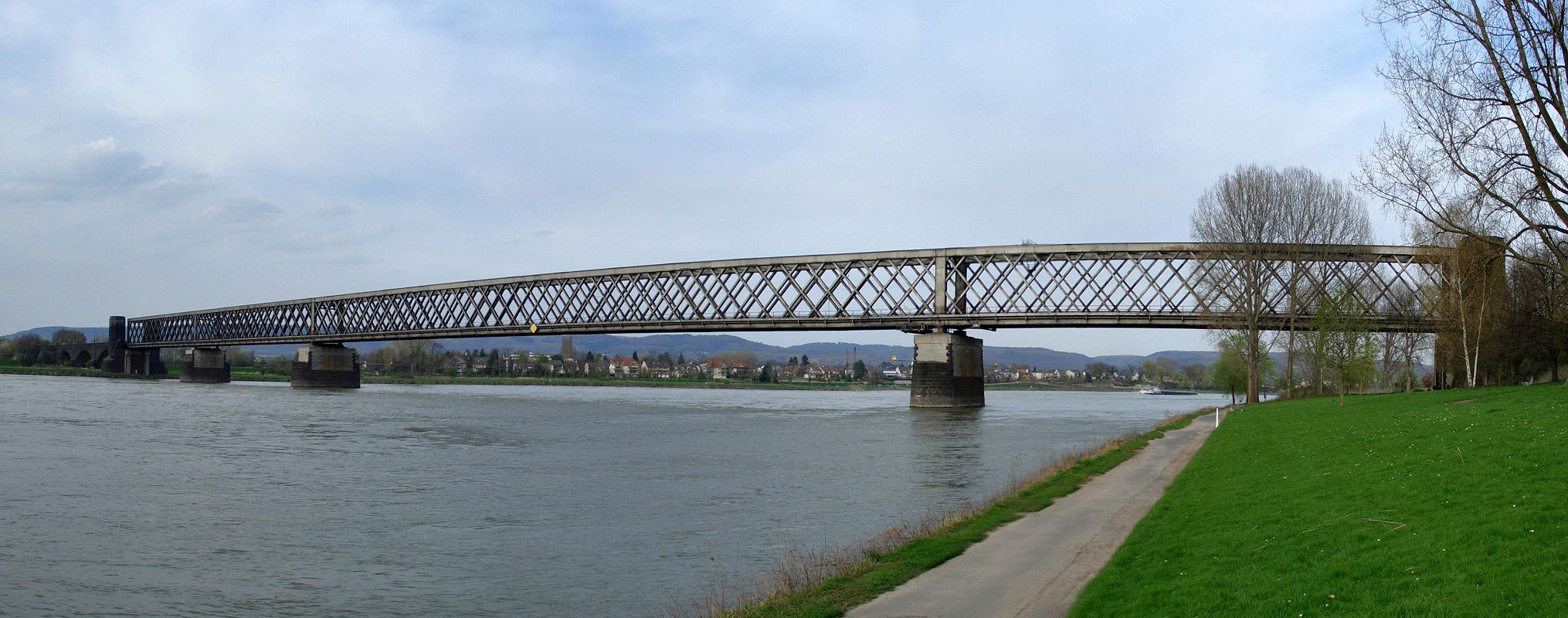
Urmitzer Eisenbahnbrücke

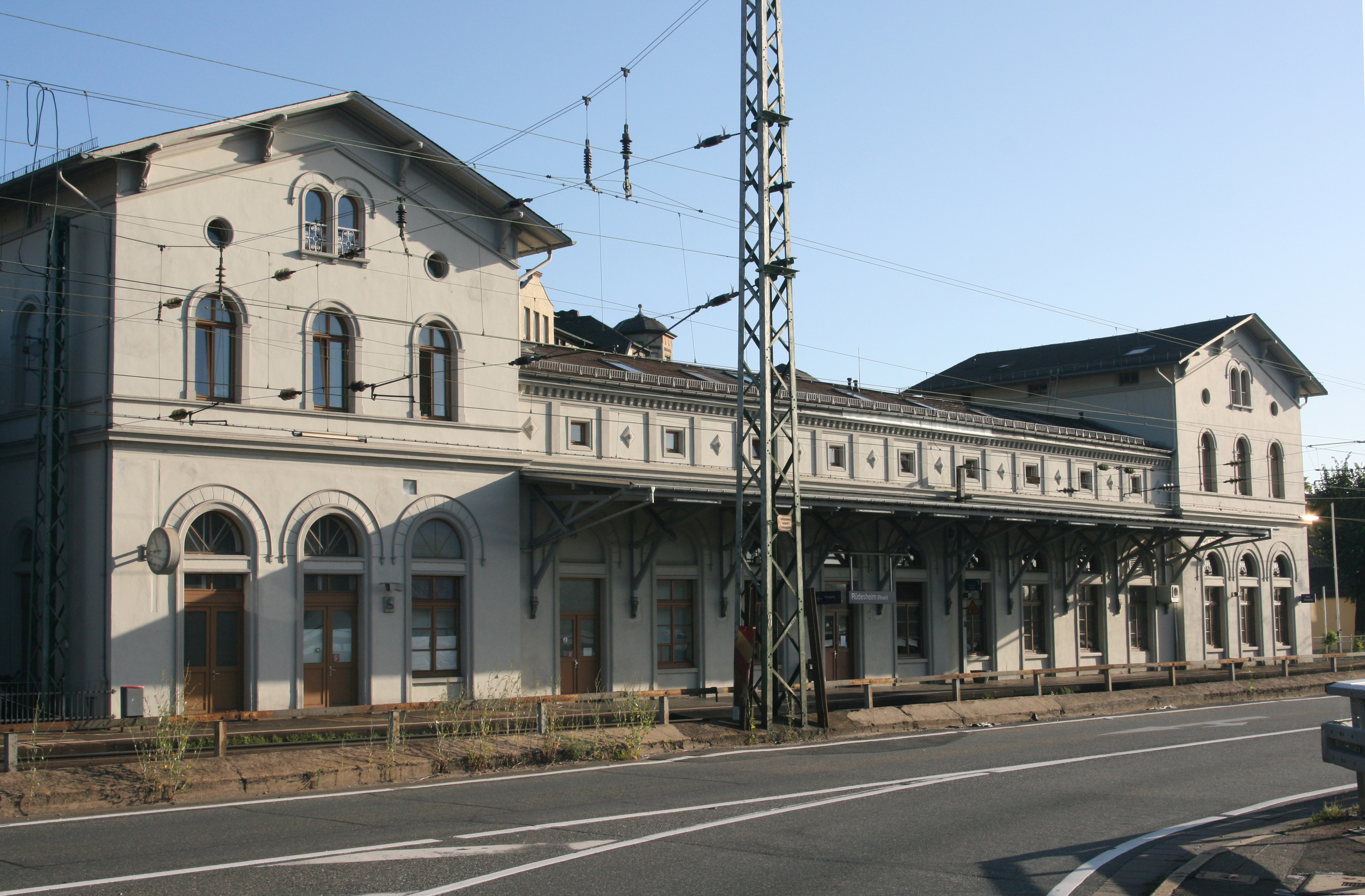
Empfangsgebäude des Rüdesheimer Bahnhofs

Während des Ersten Weltkrieges entstanden drei in ihrer Bauweise sehr ähnliche Rheinquerungen – die Hindenburgbrücke, Kronprinz-Wilhelm-Brücke und die Ludendorff-Brücke. Sie alle wurden im Zweiten Weltkrieg zerstört und nur an einer Stelle durch die heutige Urmitzer Eisenbahnbrücke ersetzt.

#### Horchheimer Eisenbahnbrücke
Bereits 1878/79 wurde im Süden von Koblenz diese bis heute wichtige Verbindung zwischen rechter und linker Rheinstrecke errichtet. Zeitgleich wurde am westlichen Ende der Lahntalbahn eine neue Trasse nach Niederlahnstein und damit der direkte Anschluss nach Koblenz geschaffen.

#### Hindenburgbrücke
Diese Brücke wurde von 1913 bis 1915 zwischen Rüdesheim und Bingen-Kempten erbaut. Sie stellte den Anschluss an die linke Rheinstrecke und insbesondere die Nahetalbahn sicher.

#### Kronprinz-Wilhelm-Brücke
Unter diesem Namen wurde sie von 1916 bis 1918 zwischen Urmitz und Neuwied-Engers errichtet. 1954 wurde sie als Urmitzer Eisenbahnbrücke wieder aufgebaut.

#### Ludendorff-Brücke
Die Ludendorff-Brücke zwischen Erpel und Remagen wurde 1918 fertiggestellt; nach der Fertigstellung des Tunnels durch die Erpeler Ley wurde am 1. September 1919 die Bahnstrecke eröffnet.
Sie war eine Verbindung zur linken Rheinstrecke und zur zeitweise strategisch wichtigen Ahrtalbahn.
Die Brücke wurde als „Brücke von Remagen“ weltweit bekannt, nachdem US-Truppen sie am 7. März 1945 eroberten und so den ersten rechtsrheinischen Brückenkopf errichten konnten. Damit war die rechte Rheinstrecke in diesem Bereich unterbrochen.

### Bahnhofsgebäude
Im Jahr 2002 wurde der Rüdesheimer Bahnhof von privaten Investoren gekauft und denkmalgerecht saniert.
Die Deutsche Bahn bot dem Zweckverband Welterbe Oberes Mittelrheintal ein Paket mit zehn Empfangsgebäuden aus dem Mittelrheintal zum Kauf an, dieser kaufte vier und vermittelte sie weiter. Drei der verkauften Gebäude liegen an der rechten Rheinstrecke. Die Empfangsgebäude von Kamp-Bornhofen und Sankt Goarshausen wurden an die jeweilige Gemeinde weiterverkauft und das Bahnhofsgebäude in Kaub an einen Winzer. Die Deutsche Bahn hat die Verkäufe mit Auflagen verbunden, so muss ein Teil des Gebäudes zukünftig als Warteraum Reisenden zur Verfügung stehen und eine Toilette haben.
Nach der Streckenmodernisierung im Herbst 2014 stellte die Bahn auch die Empfangsgebäude der Bahnhöfe Wiesbaden-Schierstein und Oestrich-Winkel zum Verkauf. Auch das Empfangsgebäude von Unkel ging an einen privaten Eigentümer über und wurde denkmalgerecht saniert.

## Planungen

### Rüdesheimer Umgehungstunnel
Um Rüdesheim von dem Lärm der Bahnstrecke zu entlasten, wurden Anfang Oktober 1999 Pläne für eine Umfahrung des Ortes in einem Tunnel vorgelegt. Die veranschlagten Kosten lagen damals bei 212 Millionen DM. Dabei sollte die angestammte Trasse im Bereich der Stadt Rüdesheim am Rhein in einen Tunnel unter dem Niederwald verlegt werden. Die Bundesstraße 42 soll im Stadtbereich nach der Inbetriebnahme des Tunnels auf die ehemalige Bahntrasse verlegt werden. Die Finanzierung des inzwischen mit 234 Millionen Euro veranschlagten Projektes wurde Ende 2007 zwischen Bund, Land Hessen, der Stadt und der Deutschen Bahn vereinbart. Eine Planung für den Umgehungstunnel lag im März 2011 vor.
Die Planung für den 1,6 Kilometer langen Bahntunnel wurde im Sommer 2012 verworfen. Als Grund gab das Bundesverkehrsministerium eine mangelnde Wirtschaftlichkeit an. Das 1998 vertraglich zwischen Bund, Land und Stadt vereinbarte Projekt wurde mit mehr als 250 Millionen Euro kalkuliert. Im Mai 2014 legte die Stadt Rüdesheim beim Verwaltungsgericht Wiesbaden Klage gegen die Bundesrepublik Deutschland und das Land Hessen ein, um diese am Aufkündigen des Vertrags von 1998 zum Bau des Tunnels zu hindern. Wie auch immer der Rechtsstreit ausging, der Tunnel wird Stand 2022 nicht gebaut.

### Streckenrückbau/elektronisches Stellwerk
Die Deutsche Bahn AG beabsichtigte einen weiteren Rückbau auf der Strecke. Die Bahnhöfe Unkel, Rheinbrohl, Rüdesheim, Hattenheim und Oestrich-Winkel sollten im Zusammenhang mit der Umstellung der Strecke auf ein elektronisches Stellwerk weitgehend aufgegeben werden. Eine Simulation und ein Betriebsversuch im Zuge der Strategie Netz 21 hatten Ende 1998 bereits ergeben, dass aufgrund neuer spurtstarker Regionalverkehrsfahrzeuge und alternierender Halte die Richtgeschwindigkeit im Abschnitt Wiesbaden–Neuwied von 50 auf 80 km/h angehoben werden und damit auf mehrere Überholbahnhöfe, 67 Weichen und 10 km Gleis verzichtet werden könne.
Der Rückbau wurde vom Eisenbahn-Bundesamt (EBA) nicht genehmigt. Die Strecke sei schon heute zu 93 % ausgelastet, es herrsche ein extremer Mischverkehr von verschiedenen Zuggattungen mit erheblich voneinander abweichenden Höchstgeschwindigkeiten, einem vertakteten Personenverkehr und bereits hoher Verspätungsanfälligkeit. Das EBA forderte vielmehr darüber hinaus die DB Netz AG auf, Überholgleise in den Bahnhöfen Niederdollendorf, Unkel, Rheinbrohl, Bad Hönningen, Hattenheim und Oestrich-Winkel, die zum Teil den Eisenbahnverkehrsunternehmen widerrechtlich entzogen wurden, wieder in Betrieb zu nehmen.
Am 3. Oktober 2014 wurden die Stellwerke in Schierstein, Niederwalluf, Eltville, Hattenheim und Geisenheim bis 5:30 Uhr MESZ außer Betrieb genommen, deren bisherige Aufgaben werden seitdem über die Betriebszentrale in Frankfurt/Main gesteuert und im Bedarfsfall über die Unterzentrale (UZ) in Oberlahnstein. Das Stellwerk in Oestrich-Winkel wurde am 11. April 2021 außer Betrieb genommen, das Stellwerk in Rüdesheim soll als sogenanntes „Inselstellwerk“ dauerhaft erhalten bleiben.

### S-Bahn-Strecke zwischen Troisdorf und Bonn–Oberkassel
Um die rechtsrheinischen Stadtteile von Bonn besser an den Flughafen Köln/Bonn und die Stadt Köln anzubinden, wird die S-Bahn-Strecke von Köln nach Troisdorf entlang der rechten Rheinstrecke bis nach Bonn-Oberkassel verlängert. Erste Überlegungen zu dieser Bahnstrecke entstanden bereits in den 1990er-Jahren anlässlich des Raumordnungsverfahrens für die Schnellbahnstrecke Köln–Frankfurt. Neben den bestehenden Stationen der rechten Rheinstrecke sind neue Haltepunkte in Bonn-Ramersdorf und Bonn-Vilich im Bau. Letzterer soll als Turmbahnhof eine Verknüpfung mit der Siegburger Bahn, einer Strecke der Stadtbahn Bonn, herstellen. Die Baukosten für die 13 Kilometer lange Strecke, die (Stand 2023) auf 750 Millionen Euro veranschlagt werden, werden hauptsächlich vom Bund getragen. Das Land NRW beteiligt sich mit 47,5 Millionen Euro an diesen Kosten.
Die Hauptbauarbeiten begannen im November 2016. Geplant war, dass auf dem Abschnitt zwischen Troisdorf und Bonn-Beuel ab Ende 2026 S-Bahnen verkehren sollten. Im Juni 2022 wurde eine Verschiebung um zwei Jahre angekündigt, d. h. der erste Streckenabschnitt bis Bonn-Beuel sollte erst 2028 in Betrieb genommen werden, Gesamtinbetriebnahme bis Bonn-Oberkassel erst 2030. Ende 2022 wurde allerdings bekannt, dass für eine direkte Anbindung an den Flughafen ein Überwerfungsbauwerk in Troisdorf fehlt, mit dessen Planung erst später begonnen worden war, sodass weiterhin ein Umstieg am Bahnhof Troisdorf notwendig sein wird. Hintergrund ist, dass seit Planungsbeginn die Siegstrecke stärker frequentiert wird und die Netzkapazität daher nicht ausreicht.
Zwischen Troisdorf und Koblenz soll die Strecke vom 10. Juli bis 11. Dezember 2026 komplett gesperrt und „generalsaniert“ werden. Dabei sollen unter anderem 67 Gleiskilometer, 111 Weichen, 5 Überleitstellen, 140 km Fahrdraht sowie mehrere Bahnhöfe erneuert bzw. neu gebaut werden, darunter der Bahnhof Bad Honnef, der um 500 Meter zur Stadtbahnhaltestelle verlegt werden soll.
Zudem kündigte die Bahn 2024 an, auch den S-Bahn-Ausbau in dieser Zeit voranzutreiben, sodass die Strecke zwischen Troisdorf und Bonn-Beuel nun doch bereits 2026 in Betrieb gehen soll. Die Bauarbeiten auf dem Abschnitt zwischen Beuel und Oberkassel können jedoch voraussichtlich erst nach 2030 beginnen, auch die fehlende Brücke in Troisdorf soll erst in den 2030er Jahren gebaut werden.

### Neuer Reisezughalt
In Bendorf (am Bahnübergang Rheinstraße) ist die Errichtung eines Haltepunktes geplant. Die Baukosten werden mit 1,5 Millionen Euro veranschlagt.

## Wissenswert
Der heutige Bahnhof Kamp-Bornhofen trug bis 1937 die Bezeichnung Kamp und wurde zum 1. März 1937 in Kamp (Rhein) umbenannt.